# Conquista spagnola dell'Honduras
La conquista spagnola dell'Honduras fu una campagna militare intrapresa dai conquistadores spagnoli contro le popolazioni mesoamericane nel territorio oggi incorporato nello stato centro americano dell'Honduras. Nel 1502, il territorio venne reclamato per i sovrani della Castiglia da Cristoforo Colombo nel suo quarto e ultimo viaggio nel Nuovo Mondo. Il territorio era abitato all'epoca da un insieme di popolazioni indigene che comprendevano i Maya, i Lenca, i Pech, i Miskito, i Sumu, i Jicaque, i Pipil e i Chortìs. Due furono i capi indigeni che divennero particolarmente noti per la loro resistenza agli spagnoli: il capo maya Sicumba e il lenca Lempira.
Nel marzo del 1524, Gil González Dávila fu il primo spagnolo a giungere nell'attuale Honduras con l'intenzione di conquistare il territorio. Fondò il primo porto spagnolo della costa caraibica, Puerto de Caballos, che divenne un'importante base per le future spedizioni. I primi decenni della conquista spagnola dell'Honduras vennero infestati da continue dispute tra i coloni spagnoli che tentavano di invadere il territorio e da conseguenti spedizioni governative provenienti dal Messico, da Hispaniola e da Panama. Il territorio spagnolo dell'Honduras entrò poi in disputa con le vicine colonie di Nicaragua, Guatemala ed El Salvador.
Dal 1530, i coloni stessi divennero arbitri del potere locale, deponendo e installando a piacimento i loro governatori. Il governo spagnolo nell'Honduras venne condotto principalmente per fazioni. In risposta alla crescente anarchia, i coloni richiesero l'intervento di Pedro de Alvarado. Alvarado giunse sul posto nel 1536, ponendo fine alle lotte politiche e ottenendo una grande vittoria su Sicumba, il capo maya della valle dell'Ulúa. Alvarado fondò due villaggi che divennero poi molto importanti, San Pedro de Puerto Caballos (poi noto come San Pedro Sula) e Gracias a Dios.
Nel 1537, Francisco de Montejo venne nominato governatore della regione. Non appena giunto in Honduras, cancellò tutte le distribuzioni di terra fatte da Alvarado. In quell'anno, una nuova rivolta indiana interessò l'intero Honduras, guidata dal re dei Lenca, Lempira. Lempira fu in grado di mantenere per sei mesi la difesa della sua formidabile fortezza del Peñol de Cerquín ("Roccia di Cerquín") prima di venire ucciso. Dopo la morte di Lempira, Montejo e il suo capitano Alonso de Cáceres rapidamente riuscirono a imporre il dominio spagnolo sull'intera regione, conquistandola completamente nel 1539, anche se il dipartimento di Olancho, a est, venne annesso solo decenni dopo.

## Geografia

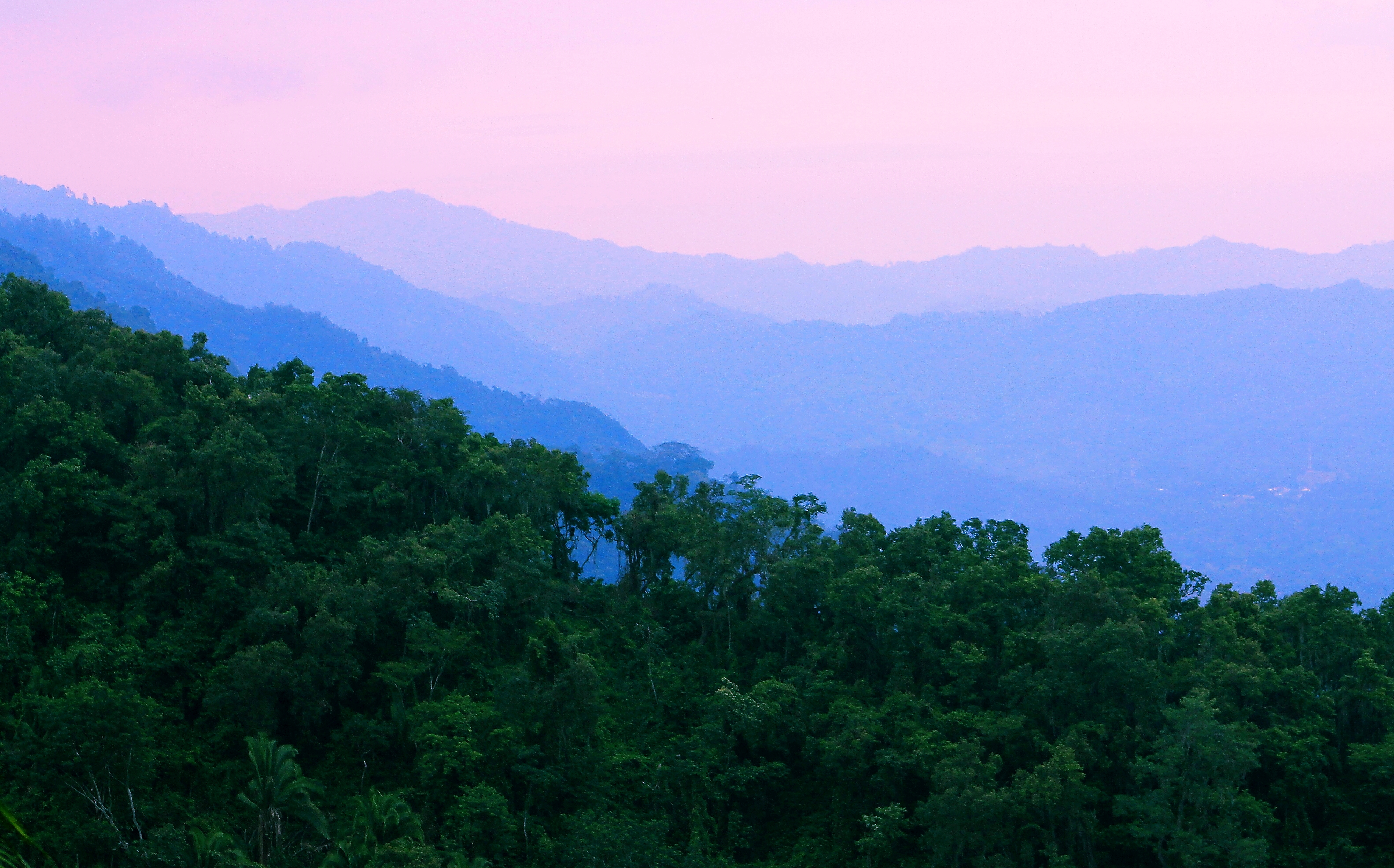
Il brullo territorio della Sierra del Merendón si rivelò il rifugio ideale per gli abitanti indigeni

Il moderno Honduras si trova nell'America Centrale; esso copre un'area di 112 090 km² ed è il secondo stato dell'America Centrale per estensione. La parte interna è prevalentemente montuosa. Confina a nord con il Mar dei Caraibi, a ovest col Guatemala, a sudovest con El Salvador e a sudest con il Nicaragua. L'estremità sud dell'Honduras dispone di una costa sul Golfo di Fonseca, consentendo così l'accesso all'Oceano Pacifico. La costa dei Caraibi si estende per 820 km, mentre quella pacifica sul Golfo di Fonseca si estende per 153 km.
Il paese dispone di quattro regioni geografiche principali, la più vasta delle quali è quella montuosa che copre quasi i due terzi del suo territorio. La più alta catena montuosa è quella della Sierra del Merendón; essa scorre da sudovest a nordest e raggiunge il picco massimo di 2 850 metri sul livello del mare col Cerro Las Minas. La Cordillera Nombre de Dios scorre a sud della costa dei Caraibi; ha un'altitudine massima di 2 435 metri. La Cordillera Entre Ríos si trova al confine col Nicaragua. Gli altipiani sono alternati a valli fertili e hanno un'altitudine compresa tra i 300 e i 900 metri. La Valle del Sula scorre dai Caraibi all'oceano Pacifico e funge da linea di collegamento tra le due sponde; essa ospita il fiume più importante dell'Honduras, il fiume Ulúa, che scorre per 400 km a nordest nel Golfo dell'Honduras.
La Mosquito Coast si trova a est, presso il confine nicaraguano, ed è composta da una densa foresta amazzonica. Le pianure caraibiche formano una stretta striscia lungo la costa. La parte centrale delle pianure caraibiche è larga solo pochi chilometri. Un'altra regione pianeggiante più piccola si trova a sud presso il golfo di Fonseca, e si estende per 25 km sulla costa. Le Isole Bay si trovano al confine della costa caraibica. Le tre isole maggiori sono Roatán, Útila e Guanaja. Tra le isole minori si contano Barbareta, Cayos Cochinos, Helene e Morat. Vi sono inoltre 60 isolette minori.

### Clima
L'Honduras ha un clima tropicale, diviso in stagione secca e stagione umida. Gran parte delle piogge cadono tra maggio e settembre. Il mese più caldo è aprile, il più freddo è gennaio. Nelle valli delle alture come a Tegucigalpa, le temperature variano dai 23 ai 30 °C. Le temperature scendono sotto lo 0 sopra i 2 000 metri di altitudine.

## L'Honduras prima della conquista

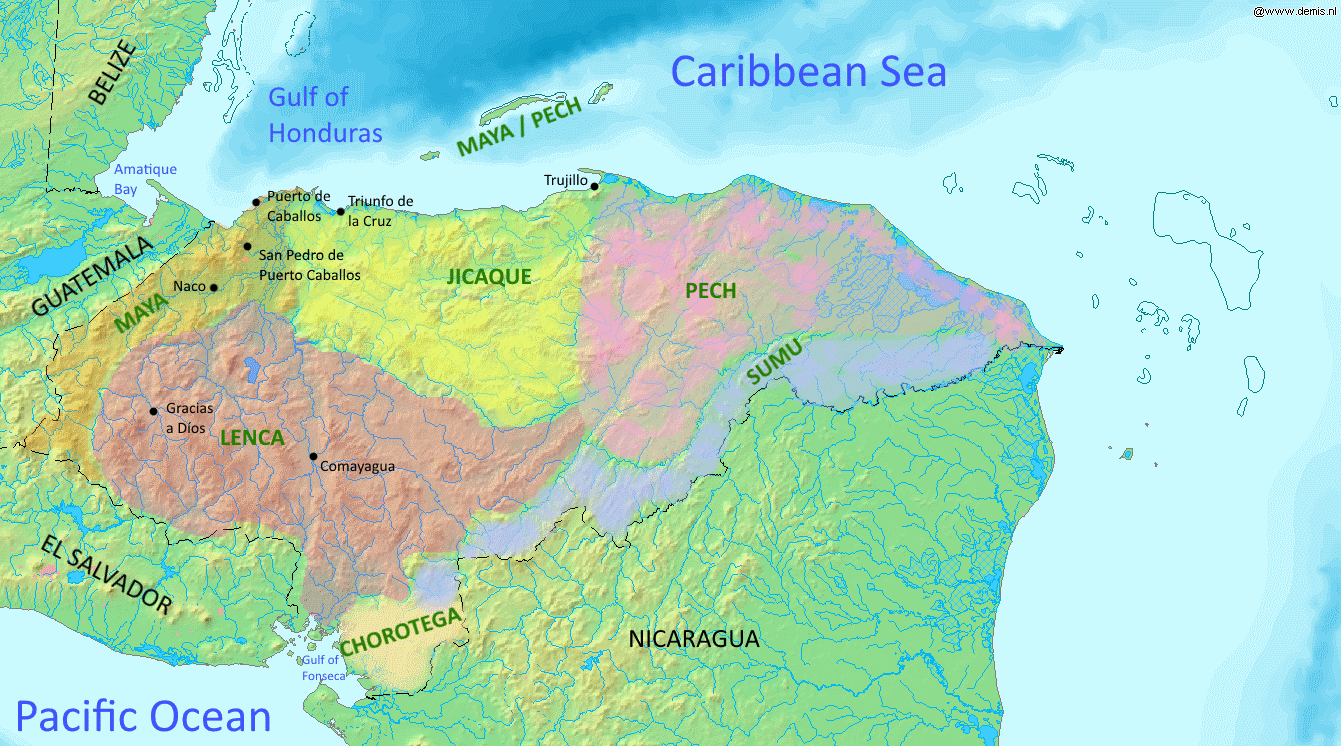
Mappa dell'estensione approssimativa dei gruppi etnici indigeni dell'Honduras del XVI secolo

Quando gli spagnoli giunsero nell'Honduras nel XVI secolo, si stima che la regione fosse abitata da 800 000 indigeni. L'Honduras era una regione di frontiera tra la Mesoamerica e le società sudamericane con cui comunque i contatti erano forti. Gran parte dell'Honduras apparteneva alla cosiddetta area intermedia, termine con cui genericamente si indica una regione di sviluppo culturale minore nella Mesoamerica e delle civilizzazioni delle Ande del Sud America. Lo sviluppo culturale era simile a quello dei vicini El Salvador e Nicaragua, ma risentiva anche dei contatti con la civiltà Maya e altre culture mesoamericane del Golfo del Messico e delle alture centrali del Messico. Il popolo dei Pech (noto anche come Paya) occupava il territorio a nordest dell'Honduras da tempo immemorabile. Uno scenario simile era previsto per i popoli di lingua Misumalpan come i Miskito e i Sumu. I Sumu, i Pech e i Miskito avevano delle affinità culturali. I Lenca occupavano i territori dell'Honduras centrale e sudoccidentale, anche se linguisticamente erano legati ad altri gruppi più a sud. I Jicaque occupavano alcune terre nella regione, nell'area lungo la costa atlantica dal fiume Ulúa a est presso i fiumi Leán e Cuero, fino ai monti Nombre de Dios. I Chorotega e i Pipil appartenevano entrambi all'area culturale mesoamericana; i Pipil si trovavano al confine nord dell'Honduras, mentre i Chorotega occupavano il territorio a sud, presso il golfo di Fonseca. I Lenca e i Nahua abitavano le isole del golfo. I primi documenti coloniali suggeriscono anche importanti insediamenti di Naco e Quimistan, a nordovest, come multietnici, abitati da Pipil e Lenca o Maya, oppure da tutti e tre i gruppi. Naco in particolare era una città molto grande nonché un importante centro del commercio e divenne meta delle prime spedizioni spagnole. Questi gruppi nel nordest dell'Honduras erano relativamente isolati a livello culturale e non pienamente integrati nell'area mesoamericana o nell'area intermedia. La parte occidentale dell'Honduras era occupata dai Maya, dai Ch'ol e dai Ch'orti'. I Ch'ol occupavano la regione attorno alla baia di Amatique e del basso Chamelecón. I Ch'orti' abitavano la parte alta del corso del fiume Chamelecón e della valle del Sensenti.

## Antefatto alla conquista

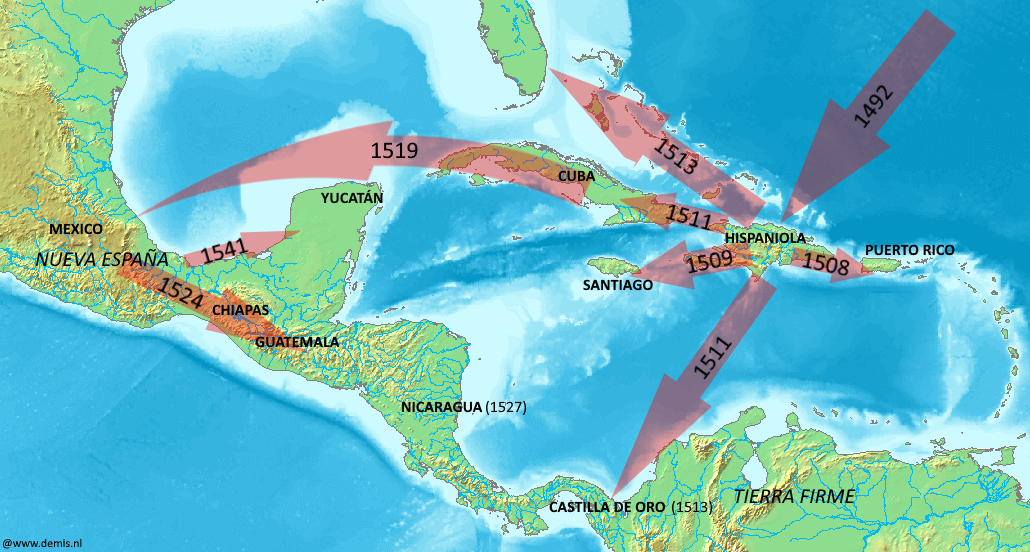
Mappa dell'espansione spagnola nei Caraibi nel corso del XVI secolo

Cristoforo Colombo scoprì il Nuovo Mondo per conto del Regno di Castiglia nel 1492. Dopo di lui furono numerosi gli avventurieri che entrarono in contatto con la Corona spagnola per acquisire nuovi territori. Gli spagnoli fondarono Santo Domingo nei Caraibi negli anni '90 del Quattrocento. Nei primi decenni dopo la scoperta delle nuove terre gli spagnoli colonizzarono i Caraibi e stabilirono un centro delle loro operazioni sull'isola di Cuba. Dopo la scoperta dell'Honduras da parte di Colombo nel 1502, tutto si bloccò sino al 1524.
Nei primi due decenni del XVI secolo, infatti, gli spagnoli si concentrarono nei Caraibi e solo dopo pensarono di sfruttare questo punto per spingersi poi nell'entroterra. Da Hispaniola, gli spagnoli lanciarono delle campagne militari raggiungendo Porto Rico nel 1508, la Giamaica nel 1509, Cuba nel 1511 e la Florida nel 1513. Gli spagnoli avevano sentito dell'esistenza del ricco impero degli aztechi a ovest dei Caraibi e nel 1519, Hernán Cortés si recò a esplorare la costa messicana. Dall'agosto del 1521 la capitale azteca di Tenochtitlán era caduta nelle mani degli spagnoli. Gli spagnoli conquistarono gran parte dell'attuale Messico nel giro di tre anni, giungendo sino all'istmo di Tehuantepec. Il territorio conquistato divenne la Nuova Spagna, con un proprio viceré dipendente direttamente dal sovrano della Corona spagnola.

## La scoperta

Il quarto viaggio di Colombo

Il 30 luglio 1502, nel corso del suo quarto viaggio, Cristoforo Colombo giunse a Guanaja, una delle isole della Baia al largo della costa dell'Honduras. Inviò suo fratello Bartolomeo a esplorare l'isola. Bartolomeo, che esplorò l'isola con due barche, venne avvicinato da ovest da una canoa ricavata da un grande tronco di legno scavato e a bordo della quale vi erano venticinque nativi completamente nudi. Curiosi dei nuovi visitatori, Bartolomeo Colombo riuscì a farli salire a bordo della loro imbarcazione. Egli scoprì che si trattava di una canoa commerciale maya proveniente dallo Yucatan carica di ceramiche, tessuti di cotone, asce di pietra gialla, clave con inserti in pietra, asce di rame e campane, oltre a cacao. Vi erano anche un piccolo gruppo di donne e bambini, probabilmente destinati a essere venduti come schiavi. Gli europei, dopo aver osservato tutto ciò, lasciarono proseguire la canoa.
Alcuni giorni dopo il primo incontro, il 14 agosto 1502, Colombo giunse nell'entroterra dell'Honduras. Si ancorò in un luogo chiamato Punta Caxinas, oggi noto come Capo dell'Honduras, presso l'attuale città di Trujillo. Colombo prese possesso del territorio in nome dei sovrani castigliani e gli abitanti della costa lo accolsero in maniera amichevole. Dopo essere salpato per la costa orientale ed essersi imbattuto in una serie di tempeste si recò verso l'attuale Honduras, entrando in acque calme. Gli spagnoli nominarono questo luogo Cabo Gracias a Dios, ringraziando Dio per esservi giunti sani e salvi. Colombo si recò quindi a sud verso Panama, prima di tornare al Mare dei Caraibi e incagliarsi al largo della Giamaica, per poi essere recuperato e riportato a Hispaniola e poi tornare in Castiglia.

## Prime spedizioni

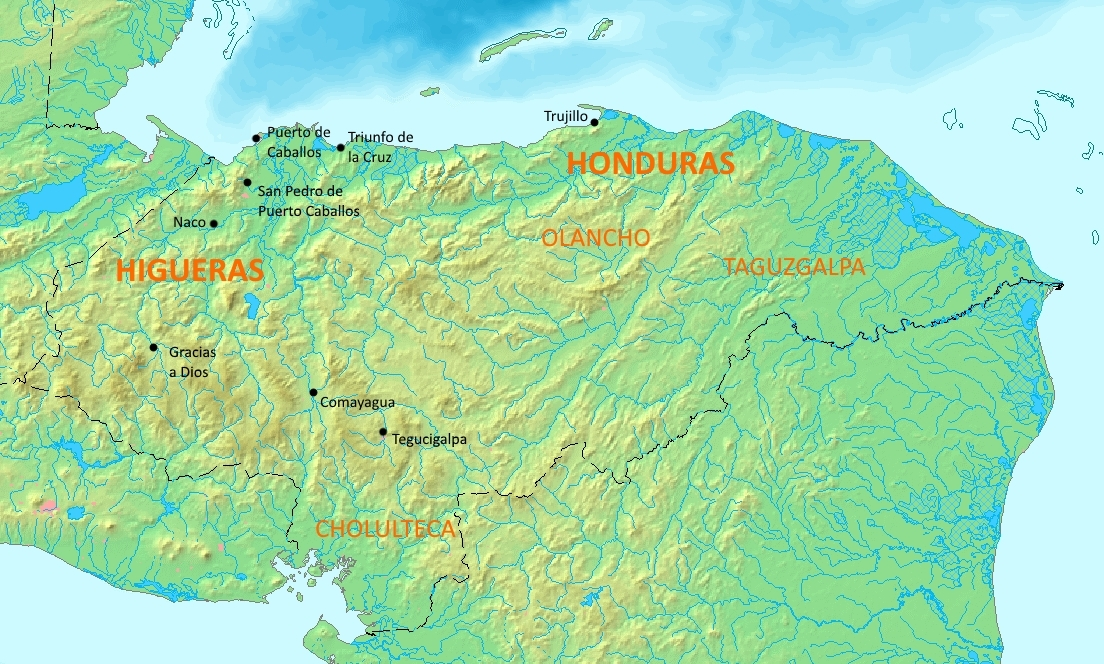
I primi insediamenti e le regioni nell'Honduras del XVI secolo

I primi quattro decenni di conquista furono un periodo turbolento; il dominio dell'Honduras non venne raggiunto completamente sino al 1539. I primi centri spagnoli furono Trujillo, Gracias a Dios, e l'area attorno a Comayagua e San Pedro Sula. A differenza del Messico, le strutture centralizzate degli indigeni, non davano un'organizzazione politica da detronizzare nel suo complesso, rendendo necessario incorporare l'area "pezzo per pezzo" nell'Impero spagnolo. Talvolta gli spagnoli conquistavano un'area, e quando la lasciavano per conquistarne un'altra in essa esplodeva una ribellione. Gli sforzi iniziali degli spagnoli si concentrarono sulla costa caraibica, con la fondazione di insediamenti come Buena Esperanza, San Gil de Buena Vista, Triunfo de la Cruz e Trujillo. Poco dopo, le spedizioni incominciarono a penetrare nell'entroterra, incontrando la resistenza degli indigeni. Nel 1522, gli indigeni della valle dell'Olancho insorsero massacrando le forze occupanti spagnole.
Gli spagnoli si portarono sempre più avanti nella conquista. Nel 1522, Gil González Dávila e Andrés Niño lasciarono Panama e proseguirono lungo la costa del Pacifico per una spedizione esplorativa. Durante questi movimenti, essi scoprirono la costa sud dell'attuale Honduras, entrando nel Golfo di Fonseca.
Al loro ritorno a Panama, il governatore Pedro Arias Dávila (meglio noto come Pedrarias Dávila) decise di reclamare il territorio esplorato. Mentre Gil González Dávila era a Santo Domingo per organizzare una nuova esplorazione dell'America Centrale, Pedrarias Dávila inviò Francisco Hernández de Córdoba a stabilire la sua giurisdizione sulla regione. Gli insediamenti spagnoli nel Nicaragua erano concentrati lungo la costa del Pacifico e l'Honduras venne visto come una via utile verso i Caraibi e quindi verso la Spagna piuttosto che passare dall'interno del Nicaragua. Questo provocò degli scontri giurisdizionali tra le due province.

## Conquiste rivali negli anni '20 del Cinquecento

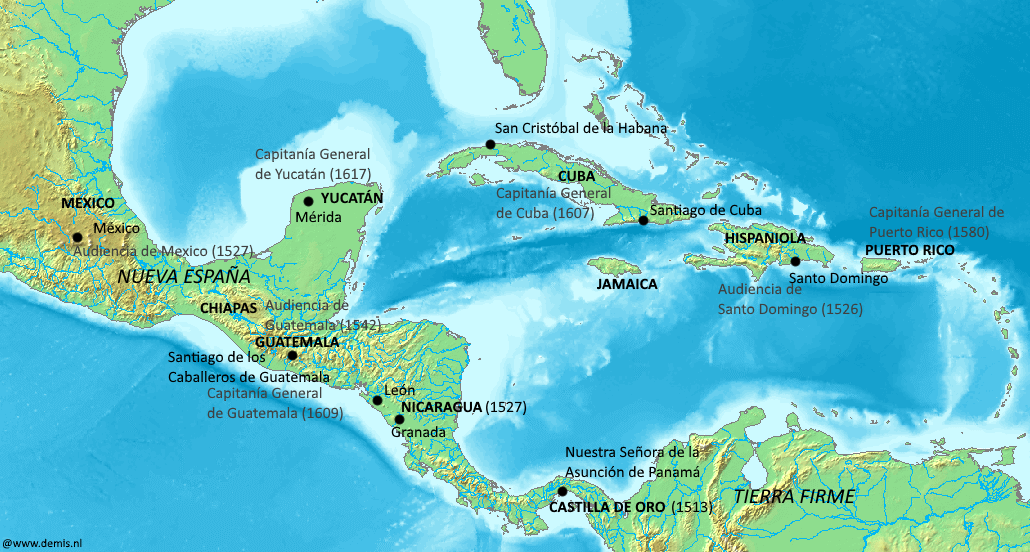
Mappa delle province e delle giurisdizioni spagnole nella regione dei Caraibi nel XVI-XVII secolo

L'anno successivo alla scoperta di González Dávila del golfo di Fonesca, varie spedizioni spagnole si spinsero nel territorio dell'Honduras. Queste spedizioni vennero lanciate a sud dal Messico e dal Guatemala, e a nord da Panama e dal Nicaragua; i relativi capitani generali locali si scontrarono in Honduras nel tentativo di conquistare rispettivamente una parte di territorio e acquisire maggiore importanza sugli altri. Oltre allo scontro con gli indigeni, dunque, gli spagnoli si scontrarono anche al loro interno, con l'ausilio di truppe locali che parteggiavano ora per una parte, ora per l'altra.
Nel 1523, Hernán Cortés organizzò due spedizioni in America Centrale dal Messico, una via mare e una via terra. Egli affidò la prima a Pedro de Alvarado e la seconda a Cristóbal de Olid. Alvarado incominciò la conquista del Guatemala, e poi proseguì in Honduras. Olid incominciò invece da subito la conquista interna dell'Honduras, giungendovi nel 1524, ma ben presto si rese indipendente dagli ordini di Cortés.

### La spedizione di Gil González Dávila da Hispaniola, 1524
Gil González Dávila partì da Santo Domingo all'inizio del 1524, con l'intenzione di esplorare la costa caraibica del Nicaragua. Il suo percorso lo spinse lungo la costa settentrionale dell'Honduras, dove venne colto da una tempesta. Per alleggerire il carico delle proprie navi, diede ordine di gettare a mare dei cavalli. Questo evento portò alla denominazione del luogo col nome di Puerto de Caballos ("Porto dei Cavalli"). González Dávila sbarcò nella costa settentrionale con l'intento di conquistare l'Honduras dietro permesso del re di Spagna che gli assegnò una somma di 112 524 castellanos d'oro. Puerto de Caballos divenne successivamente un importante punto per la colonizzazione della regione.
Da Puerto de Caballos, Gil González salpò lungo la costa ovest della baia di Amatique, e fondò gli insediamenti spagnoli presso la fonte del fiume Dulce, nell'attuale Guatemala, area che egli denominò San Gil de Buena Vista. Lanciò una campagna di conquista dei monti della regione che dividevano l'Honduras dal Guatemala. González lasciò diversi suoi uomini al comando di Francisco Riquelme a San Gil de Buena Vista, e salpò a est lungo la costa verso Capo d'Honduras (l'attuale Trujillo). Da qui marciò nell'entroterra verso il Pacifico. I coloni a San Gil non riuscirono a prosperare e dovettero spostarsi ben presto verso un'area più ospitale. Si reinsediarono presso il villaggio indigeno di Nito, presso la foce del fiume Dolce.

### La spedizione di Francisco Hernández de Córdoba dal Nicaragua, 1524
Pedrarias, che si era sistemato al Castillo de Oro, inviò il suo vice Francisco Hernández de Córdoba in Nicaragua per estendere la sua autorità sulla regione. Mentre si trovava in loco, Hernández de Córdoba ricevette la notizia di una presenza spagnola a nord. Gil González Dávila era nella valle dell'Olancho quando seppe che Hernández de Córdoba si trovava nelle vicinanze. Hernández de Córdoba inviò un corpo di spedizione guidato da Gabriel de Rojas, che González Dávila ricevette pacificamente. González diede istruzioni a Rojas che né Pedrarias né Hernández de Córdoba potevano reclamare alcun diritto sul territorio e che González non avrebbe permesso alcuno scontro in loco. Rojas riportò la notizia a Hernández de Córdoba, il quale immediatamente inviò dei soldati dal Nicaragua al comando di Hernando de Soto per catturare capture González Dávila. Le forze di González Dávila si scontrarono con quelle di Soto a Toreba, presso Olancho; l'esatto luogo della battaglia è sconosciuto, ma probabilmente essa si svolse nei pressi dell'attuale insediamento di Silca. Hernando de Soto si accampò a Toreba, dove González Dávila lo colse di sorpresa di notte con il supporto della cavalleria, di arcieri e di archibugieri. Diversi furono gli uomini di Soto a morire nei combattimenti, sino a quando González non implorò una tregua, ottenendo così il tempo di ottenere ulteriori rinforzi e riprendere l'assalto. González Dávila riuscì a catturare Soto, assieme a un tesoro di 130 000 pesos. Pur avendo vinto lo scontro, González ben sapeva che Hernández de Córdoba non avrebbe rinunciato al suo intento, e ricevette anche la notizia che Cristóbal de Olid era giunto nella costa settentrionale. Non volendo trovarsi circondato da rivali spagnoli ostili, González liberò Soto e si recò a nord con 10 cavalieri e 20 fanti.

### La spedizione di Cristóbal de Olid dal Messico, 1524

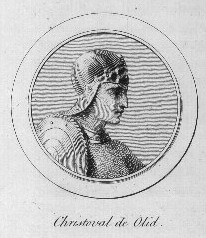
Cristóbal de Olid

Cristóbal de Olid salpò dal Messico nel gennaio del 1524, fermandosi al largo di Cuba per prendere rifornimenti lasciatigli da Cortés. Il governatore dell'isola, Diego Velázquez, era contrario a Cortés e persuase Olid a conquistare l'Honduras per sé. Olid giunse al largo dell'Honduras all'inizio di maggio, non lontano da Puerto de Caballos. Sbarcò con 360 spagnoli e 22 cavalli, e fondò Triunfo de la Cruz, presso il moderno porto di Tela. Egli reclamò il nuovo territorio in nome di Cortés, ma dopo aver fondato la città lo rifiutò apertamente col supporto della maggior parte dei suoi uomini. Intraprese quindi una campagna nell'Honduras occidentale, soggiogando le città di Naco e Tencoa, che opposero ben poca resistenza.

### La corsa per l'Honduras

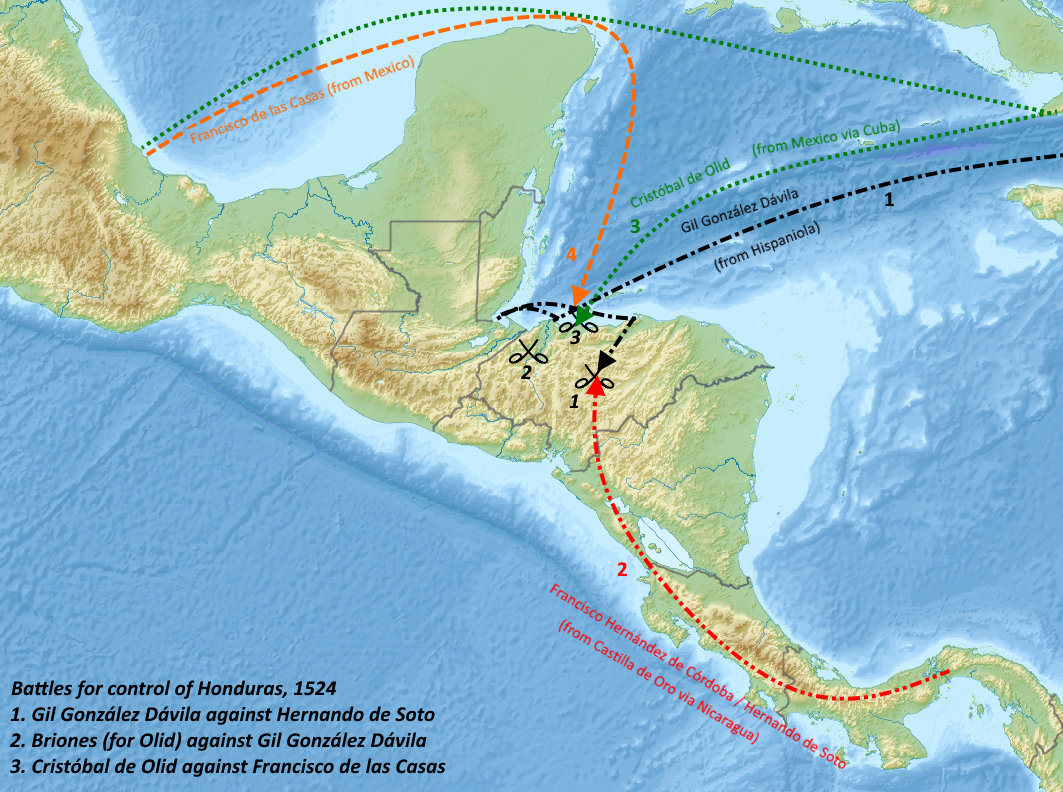
I percorsi delle spedizioni rivali del 1524

A questo punto della storia erano quattro i pretendenti alla conquista dell'Honduras. González Dávila era l'unico a godere del permesso reale sulla provincia. Pedrarias pretendeva la giurisdizione di diritto per la spedizione da lui inviata al comando di Soto e di Hernández de Córdoba. Hernán Cortés pretendeva la giurisdizione di diritto per averla inviata sotto Olid, e Olid per sé stesso. Un quinto pretendente era infine la Real Audiencia di Santo Domingo, che intendeva stabilire il proprio diretto controllo politico sulla provincia. Questi rivali ovviamente erano in conflitto l'uno con l'altro, una sorta di guerra civile tra gli spagnoli che indebolì il loro potenziale di conquista nell'area.
Avendo saputo della ribellione di Olid, e del suo scontro con González, Cortés inviò suo cugino Francisco de las Casas a riportare pace tra i due capitani rivali. Cortés confidava nel fatto che la maggior parte degli uomini di Olid si sarebbero schierati con las Casas, e assegno a quest'ultimo solo 150 uomini in tutto. Las Casas giunse presso Triunfo de la Cruz dove Olid stava preparandosi ad attaccare Gil González Dávila, che si trovava nella valle del Naco.
González e Olid erano giunti a un accordo non facile, dal momento che non volevano scontrarsi apertamente. A ogni modo gli uomini di Olid superavano di gran lunga quelli del rivale, e González aveva fatto per di più l'errore di dividere le sue forze e di lasciare la maggior parte dei suoi presso le rive del Dulce; Olid inviò uno dei suoi capitani, Pedro de Briones, ad attaccare una parte delle forze di González, mentre Olid stesso si tenne pronto con le sue navi per salpare lungo la costa e attaccare l'altra parte. Briones indebolì la posizione di González e catturò circa la metà dei suoi uomini. A questo punto la flotta di Las Casas apparve all'orizzonte.
Olid cercò di impedire a Las Casas di sbarcare, e inviò un messaggio per richiamare Briones. Le due flotte spagnole ben presto aprirono il fuoco l'una sull'altra mentre Olid tentò di negoziare una tregua per ritardare lo sbarco di Las Casas e consentire il ritorno di Briones. Las Casas segretamente inviò dei messaggi a Briones, tentando di comprare il proprio supporto contro Olid. Briones, per i propri interessi, ritardò volontariamente il proprio rientro al campo. A questo punto, la flotta di Las Casas venne colta da un'improvvisa tempesta e si incagliò lungo la costa, la quale uccise anche la maggior parte degli uomini di Las Casas. I sopravvissuti vennero catturati da Olid.
Olid marciò quindi all'interno verso la valle del Naco. Uno dei suoi capitani fu in grado di cogliere González Dávila e i suoi uomini di sorpresa, riportandoli a Naco, dove vennero tenuti in prigionia. Ora che Olid aveva il coltello dalla parte del manico, Briones temeva la sua vendetta per non essersi portato subito in suo supporto, e per aver giurato fedeltà a Hernán Cortés. Olid imprigionò Las Casas a Naco con González.
Olid inviò Briones a conquistare altri territori. Briones, al contrario, si recò verso la Nuova Spagna con le sue forze, giungendo nell'altopiano del Guatemala nella prima metà del 1525, dove i suoi uomini assistettero Pedro de Alvarado nelle sue campagne contro i Maya locali. Nel 1525, la Real Audiencia di Santo Domingo, di base a Hispaniola, inviò Pedro Moreno in Honduras per mediare tra Olid e González.

#### La morte di Cristóbal de Olid
Olid trattò González e Las Casas più come ospiti di riguardo che come prigionieri. L'abbandono dell'Honduras da parte di Pedro de Briones portò a un significativo indebolimento delle forze di Olid. Las Casas e González Dávila colsero quest'opportunità e l'eccessiva fiducia di Olid nei confronti dei suoi prigionieri, per attaccare lo stesso Olid e fuggire. Una volta liberi, i due si aspettavano di ottenere il supporto di Briones. González e Las Casas riuscirono a ferire Olid, ma lui riuscì a scappare e si nascose in una capanna indiana, dove però venne ben presto trovato e sottoposto a rapido processo. Olid venne giustiziato col taglio della gola nella piazza principale di Naco con l'accusa di tradimento. Dopo la morte di Olid, le relazioni tra gli spagnoli e i nativi di Naco peggiorarono notevolmente. Gli indigeni incominciarono a diminuire il quantitativo di cibo e rifornimenti forniti agli spagnoli, e gran parte degli spagnoli abbandonò i propri insediamenti per tornare in Messico o insediarsi altrove in Honduras. La corte suprema del Messico condannò successivamente Las Casas e González Dávila per l'esecuzione di Olid, ma entrambi rimasero impuniti.

### La fondazione di Trujillo, 1525

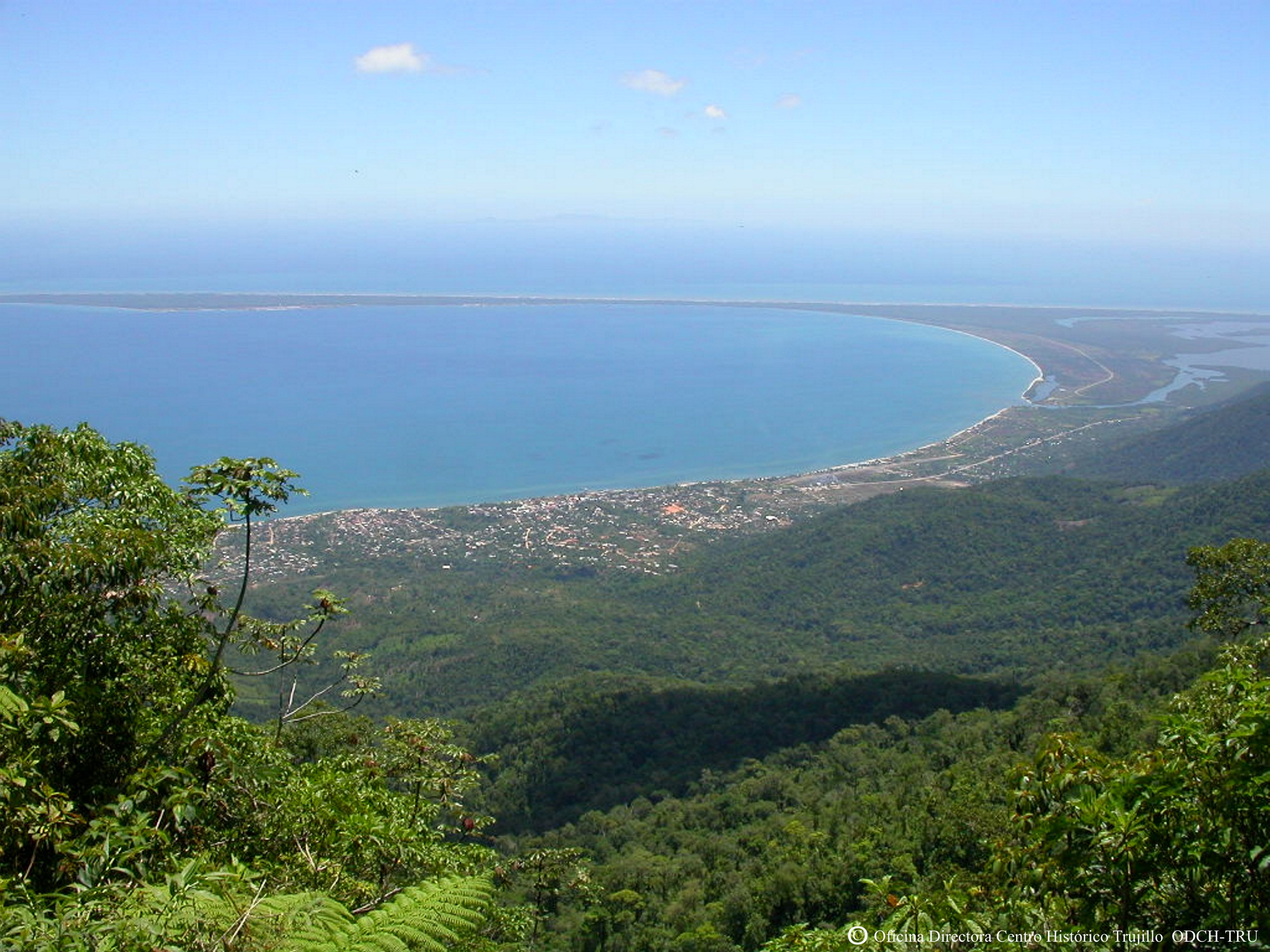
Trujillo venne fondata nei pressi di Capo d'Honduras

Con la morte di Olid, Las Casas dichiarò ufficialmente la giurisdizione di Cortés sulla colonia. Gli spagnoli rimasti in Honduras si divisero in diversi gruppi. La maggior parte rimase nel territorio, sotto il comando di Francisco de las Casas. Las Casas considerava però il porto di Triunfo de la Cruz come inadeguato alle esigenze della colonia e pertanto pensò di ricollocare il porto principale a Puerto de Caballos. Las Casas era impaziente di tornare in Nuova Spagna e pertanto diede il comando della provincia a Juan López de Aguirre e lo autorizzò allo spostamento del porto. Las Casas tornò in Messico passando dalla costa pacifica del Guatemala; prese con sé Gil González e trovò Pedro de Briones in Guatemala, che impiccò come traditore. López de Aguirre rifiutò Puerto de Caballos come luogo di fondazione di un nuovo insediamento e prescelte invece di spostare metà dei suoi uomini presso Capo d'Honduras, nei pressi del primo sbarco di Colombo. López de Aguirre non aspettò il resto del gruppo, ma anzi fece vela altrove abbandonando l'Honduras. Quando il grosso degli uomini giunse sul posto, seppur contrariato dalla diserzione di López de Aguirre, fondò l'insediamento di Trujillo come pianificato, La città venne fondata ufficialmente nel maggio del 1525 e divenne ben presto il più grande insediamento costiero dell'America Centrale caraibica.
Pedro Moreno, inviato dall'Audiencia di Santo Domingo presso Hispaniola, giunse in Honduras poco dopo la fondazione di Trujillo. Giunto sul posto, trovò quaranta coloni in tutto, in condizioni pietose, senza armi né provviste. Altri spagnoli erano rimasti a Nito, mentre il resto degli uomini di González Dávila, erano accampati anche peggio. I residenti di Trujillo chiesero assistenza a Moreno, il quale si accordò per dar loro ciò che chiedevano a patto che ricusassero la fedeltà a Cortés, accettando la giurisdizione dell'Audiencia di Santo Domingo, e ad assumere Juan Ruano, uno degli ex ufficiali di Olid, come proprio magistrato locale. Moreno rinominò l'insediamento di Trujillo col nome di Ascensión, inviando messaggi a Hernández de Córdoba, che si trovava in Nicaragua, chiedendogli di rinunciare alla sua lealtà a Pedrarias, sottoscrivendo quella a Santo Domingo. Moreno tornò quindi a Hispaniola, promettendo di inviare aiuti. Non appena egli fu partito, i residenti restaurarono il nome dell'abitato in Trujillo, giurarono nuovamente fedeltà a Cortés ed espulsero Juan Ruano.

## Hernán Cortés, 1525–1526

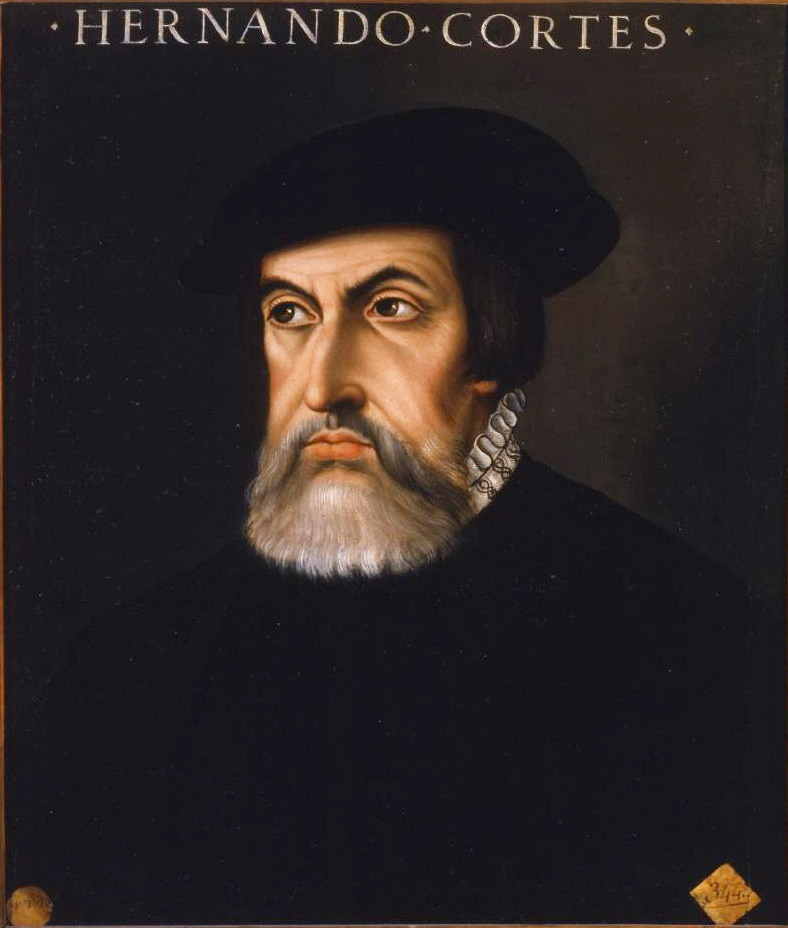
Hernán Cortés

Hernán Cortés aveva ricevuto unicamente dei rapporti sporadici sugli eventi in Honduras e divenne sempre più impaziente di incorporare tale territorio sotto il proprio comando. Speranzoso di scoprirvi nuove ricchezze, decise di portarsi personalmente in Honduras. Cortés lasciò Tenochtitlan il 12 ottobre 1524 con 140 soldati spagnoli, 93 dei quali a cavallo, 3000 guerrieri messicani, 150 cavalli, un branco di maiali, dei pezzi d'artiglieria, munizioni e altri rifornimenti. Lungo il percorso, reclutò 600 Maya Chontal. Durante l'ardua traversata delle aree del lago Petén Itzá e del lago Izabal, entrambi oggi in Guatemala, Cortés perse molti uomini e cavalli al proprio seguito. Attraversò il fiume Dulce per portarsi verso Nito, dove trovò ciò che rimaneva della colonia di González Dávila, con gli abitanti ormai ridotti alla fame. Cortés attese qui il resto del suo esercito e si raggruppò nella settimana successiva, esplorando l'area locale alla ricerca di rifornimenti. Il resto dell'esercito della spedizione di Cortés poteva contare su alcune centinaia di uomini. Cortés inviò alcuni coloni di González Dávila a sud della valle del Naco, pacificata sotto il comando di Gonzalo de Sandoval, uno dei luogotenenti di Cortés. Cortés abbandonò quindi il tentativo di colonizzare Nito, e salpò verso Puerto de Caballos coi suoi uomini.
Cortés giunse in Honduras nel 1525, portando con sé dei viveri. Cortés reclamò la propria giurisdizione sull'Honduras. Rapidamente riuscì a imporre la sua autorità sulle fazioni rivali spagnole e sui numerosi gruppi di nativi locali. Fondò l'insediamento di Natividad de Nuestra Señora presso Puerto de Caballos, con l'aiuto di cinquanta coloni, e pose Diego de Godoy al comando del luogo. Cortés salpò quindi verso Trujillo. Le condizioni di vita a Natividad a ogni modo erano insalubri e metà degli spagnoli morirono a causa delle malattie contratte. Col permesso di Cortés, gli uomini si spostarono verso la fertile valle del Naco, dove Sandoval aveva assicurato stabilmente la presenza degli spagnoli.
Cortés trovò Trujillo in condizioni buone dalla partenza di Moreno, e inviò delle lettere a Santo Domingo per ottenere il riconoscimento della sua giurisdizione sulla colonia. Inviò anche delle navi verso Cuba e in Giamaica per portare dei rifornimenti, inclusi animali domestici e piante da coltivare. Cortés inviò suo cugino Hernando de Saavedra nell'entroterra, e questi riuscì a riportarlo interamente sotto il controllo spagnolo. I capi indigeni si portarono anche da molto lontano a giurare fedeltà a Cortés, che essi consideravano più affidabile negli accordi di certi altri capitani spagnoli. Con la diplomazia, un trattamento degno dei nativi e una giudiziosa applicazione della forza, Cortés seppe guadagnarsi l'appoggio di molti in Honduras.

### Annessione del Nahua settentrionale
Mentre era a Trujillo, Cortés ricevette dei messaggeri da Papayeca, un grande villaggio a 2,6 km di distanza, e da Champagua (attuale Chapagua), altro villaggio vicino. Entrambi questi villaggi erano abitati dalla popolazione dei Nahuas. Cortés riportò i nomi dei due regnanti nahua, Pizacura e Mazatl. Pizacura si rifiutò di giurare fedeltà a Cortés e questi, per tutta risposta, inviò la cavalleria e la fanteria spagnole con molti indigeni per soggiogarlo. Gli spagnoli lanciarono un attacco notturno a sorpresa al villaggio di Pizacura presso la valle del fiume Agalta, e catturarono il capo locale con un centinaio di abitanti. La maggior parte di questi divennero schiavi, mentre Pizacura venne tenuto prigioniero assieme a due altri nobili e un giovane che Cortés sospettava essere il vero capo della popolazione. Pizacura disse che la sua resistenza gli era stata istigata da Mazatl. Cortés diede ordine di catturare Mazatl e gli chiese di sottomettersi. Quando Mazatl si rifiutò, Cortés lo fece impiccare a Trujillo.

### Gabriel de Rojas e Gonzalo de Sandoval a Olancho
Gabriel de Rojas si trovava ancora a Olancho, e aveva ricevuto notizia dai nativi locali dell'arrivo di nuovi spagnoli a Trujillo. Inviò una lettera e dei doni assieme ai suoi messaggeri a Gonzalo de Sandoval che era impegnato a imporre il controllo spagnolo su Papayeca all'epoca, per poi portarsi da Cortés a Trujillo. Cortés in un primo momento rispose amichevolmente alle gentilezze di Rojas. Rojas come altri stavano cercando di espandere il controllo del Nicaragua di Hernández de Córdoba; dopo aver incontrato della resistenza, a ogni modo, i suoi uomini iniziarono a razziare l'area e a schiavizzarne gli abitanti. Dopo aver ricevuto delle lamentele dai nativi locali, Cortés inviò Sandoval con 10 cavalieri presso Rojas, ordinandogli di uscire dal territorio e di rilasciare tutti i prigionieri schiavizzati, restituendo loro i loro beni; viceversa Rojas avrebbe dovuto essere catturato ed espulso dall'Honduras, ma ciò non fu possibile, per intervento di altri spagnoli nell'area che tentarono di placare i conflitti interni. Mentre le due parti erano ancora in contrasto, Rojas ricevette ordini da Francisco Hernández de Córdoba di tornare in Nicaragua per prestargli assistenza contro i suoi capitani ribelli, mentre Sandoval dovette tornare da Cortés senza aver avuto successo.
Hernández de Córdoba inviò una seconda spedizione in Honduras, portando con sé le lettere della Audiencia di Santo Domingo e della Corona di Spagna, alla ricerca di un buon luogo per la fondazione di un nuovo porto che fungesse da collegamento col Nicaragua. La spedizione venne intercettata e bloccata da Sandoval, il quale rimandò molti degli uomini locali a Cortés presso Trujillo. Questi informarono Cortés del piano di Hernández de Córdoba di insediarsi in Nicaragua in maniera indipendente. Cortés rispose cortesemente e offrì dei rifornimenti alla spedizione, ma inviò pure delle lettere avvisando Hernández de Córdoba di rimanere leale alla causa del Regno di Spagna, evitando di pensare solo ai propri interessi.

### Hernando de Saavedra
Cortés era preoccupato dalla notizia che i suoi nemici in Nuova Spagna stessero lentamente prendendo il controllo del Messico in sua assenza; quando Cortés venne a sapere che Pedro Moreno sarebbe presto giunto in Honduras con molti coloni e un plico di documenti ufficiali della Audiencia di Santo Domingo, decise di bloccare ulteriori esplorazioni e di tornare invece in Messico, abbandonando l'Honduras il 26 aprile 1526. Portò Pizacura in Messico con lui, ma il sovrano morì poco dopo di malattia. Gonzalo de Sandoval fece ritorno pure lui in Messico, marciando attraverso il Guatemala. Cortés installò suo cugino Hernando de Saavedra come governatore del nuovo territorio reclamato, lasciando Saavedra con l'istruzione di trattare equamente i nativi; a ogni modo le azioni di Saavedra riaprirono i conflitti tra gruppi di coloni spagnoli. Saavedra rapidamente stabilì il proprio controllo su quello che attualmente è il dipartimento di Olancho; inviò Bartolomé de Celada nell'entroterra a cercare un luogo ideale per la fondazione di un nuovo insediamento spagnolo. Lo trovò a Frontera de Cáceras nella balle dell'Olancho, presso i villaggi indigeni di Telica ed Escamilpa.
Nel frattempo, Pedrarias si recò in Nicaragua da Panama, giustiziò Hernández de Córdoba, e prese il controllo diretto della provincia. Reclamò per sé l'Honduras e inviò diverse spedizioni nella valle dell'Olancho. Saavedra chiese a Pedrarias di ritirarsi e ricevette dei messaggi negativi a tal proposito. Pedrarias lanciò quindi un attacco a sorpresa ai sostenitori di Cortes, catturandone alcuni a Olancho, e poi marciando a nord con l'intenzione di attaccare Puerto de Caballos. Saavedra ricevette la notizia di un possibile assalto da nord e quindi, dopo diversi negoziati, decise di ritirarsi. Le forze di Pedrarias si divisero in due. Una parte continuò la sua marcia verso Puerto de Caballos mentre un'altra tornò a Olancho.
Le forze di Pedrarias nella valle dell'Olancho trattarono malissimo i nativi, provocando una rivolta contro di loro da parte degli indigeni. Questi attaccarono gli insediamenti da poco fondati e uccisero molti degli spagnoli presenti, inclusi gli ufficiali comandanti. I sopravvissuti fuggirono e trovarono rifugio presso un villaggio che non aveva aderito alla rivolta. I nativi al nord lanciarono un assalto impressionate a Natividad de Nuesta Señora presso Puerto Caballos, costringendo gli spagnoli a ritirarsi in una fortezza naturale nei pressi dell'insediamento e a richiedere dei rinforzi a Saavedra, che a ogni modo non poté inviare nemmeno un uomo. Gli uomini di Pedrarias che erano in marcia per attaccare Puerto de Caballos si rivolsero a Olancho, per trovare l'insediamento spagnolo ormai saccheggiato.
Saavedra protestò per l'aggressione di Pedrarias, ma si rese conto che le sue forze non erano sufficienti a respingere gli attacchi del nemico. Pedrarias dal canto suo inviò dei messaggeri per chiedere che Saavedra e il consiglio cittadino di Trujillo si sottomettessero al suo dominio. La Corona spagnola stava ora prendendo interesse diretto allo status caotico delle questioni in America Centrale. Lo sforzo comune era rivolto a piazzare degli ufficiali della Corona come governatori, creando delle organizzazioni coloniali come le audiencias per imporre il controllo statale sui territori americani. Facendo ciò, sarebbe terminata de facto l'era dei conquistadores sui territori coloniali spagnoli. Il 30 agosto 1526, Diego López de Salcedo venne nominato governatore della Corona per l'Honduras. Lasciò Santo Domingo all'inizio di settembre, e l'Audiencia ordinò a tutti i pretendenti rivali di lasciare la colonia.

## Il controllo delle autorità della Corona spagnola, 1526–1530

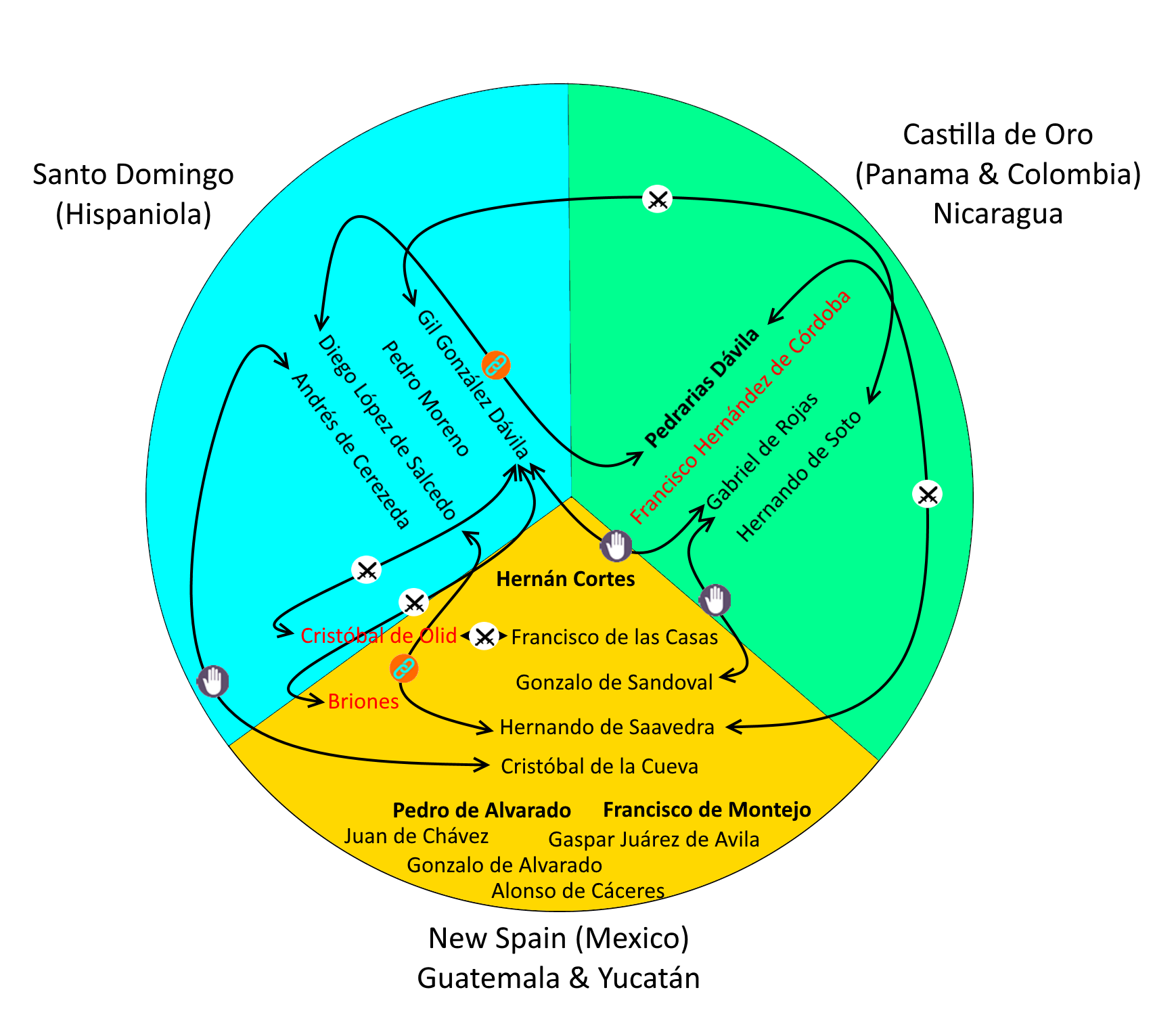
Diagramma semplificato delle interazioni tra ufficiali spagnoli delle differenti giurisdizioni, battaglie e prigionie

Diego López de Salcedo salpò da Santo Domingo con due navi, portando con sé molti soldati e molti viveri e vestiti da vendere ai coloni. Venti contrari ritardarono López de Salcedo al largo della Giamaica per un mese; sbarcò infine a Trujillo il 26 ottobre 1526, dopo uno scontro con Saavedra. Saavedra si convinse infine che López de Salcedo era stato autorizzato direttamente dalla Corona e che non era uno dei tanti pretendenti al potere e pertanto gli permise di sbarcare.
López de Salcedo aveva ricevuto inoltre l'ordine di investigare lo stato delle cose nella provincia e prendere le azioni necessarie per riportare la pace in loco. Sia lui sia il suo successore promossero le loro ambizioni personali rispetto al buon governo dell'Honduras, creando nuove divisioni tra i coloni e istituendo delle politiche dure nei confronti degli indigeni. Nel 1527 i nativi si ribellarono a questo trattamento brutale. Le punizioni che seguirono verso i ribelli, fomentarono solamente altre rivolte. López de Salcedo arrestò Saavedra e i suoi sostenitori e li inviò via mare a Santo Domingo per essere processati dalla Audiencia. I prigionieri riuscirono invece a prendere il controllo della nave e salparono con essa alla volta di Cuba.
Dopo che López de Salcedo venne installato come governatore, giunsero gli emissari di Pedrarias, i quali si aspettavano di trovare sul posto Saavedra. Anche se questi non erano certo intenzionati a presentare le pretese di Pedrarias a un funzionario della Corona, López de Salcedo li fece comunque imprigionare. Pedrarias del resto era stato rimpiazzato dal luglio del 1526 con un funzionario governativo e questo spinse lo stesso López de Salcedo a reclamare la giurisdizione del Nicaragua, sulla base delle azioni di González Dávila e Hernán Cortés. Lasciò un gruppo di uomini al comando di Francisco de Cisneros a Trujillo, e marciò quindi con 150 uomini per imporre la sua autorità sul Nicaragua.

### La rivolta dei nativi, 1528
López de Salcedo spostò l'insediamento di Trujillo alla sua precedente collocazione. Nel 1528, López de Salcedo passò un mese nella valle dell'Olancho, all'epoca abitata dai Pech. Tentò di ridurre gli abitanti sotto il suo controllo, ma questi al contrario si prepararono unicamente a resistere al nemico. Impiccò diversi capi indigeni che avevano avuto un ruolo nell'attacco a Natividad de Nuestra Señora, e impose degli obblighi capestri ai nativi, distruggendo i loro villaggi e i loro campi e costringendoli alla fuga. A Olancho, López de Salcedo non riuscì però ad avere la meglio sugli spagnoli locali che si opponevano al suo governo. Le continue rivolte dei nativi, a ogni modo, furono causa di non pochi problemi e rappresentavano un pericolo per ogni spedizione militare. Pedrarias venne in quel periodo nominato governatore del Nicaragua dopo vigorose proteste per aver perduto il governatorato della Castilla del Oro.
Mentre López de Salcedo si trovava in Nicaragua, Francisco de Cisneros fu in grado di stabilire la sua autorità su Trujillo, ma i cittadini locali ben presto lo deposero. López de Salcedo inviò dei messaggi nominando Diego Méndez de Hinostrosa quale suo luogotenente, ma i suoi oppositori lo imprigionarono e lo rimpiazzarono con Vasco de Herrera, uno dei regidores del consiglio municipale di Trujillo. Vasco de Herrera inviò una spedizione nella valle dell'Olancho per soggiogare i nativi, rendendone schiavi molti.

### Carcere e morte del primo governatore, 1528–1530
Pedrarias si recò da Panama a prendere il suo comando in Nicaragua, e venne accolto ovunque come legittimo. López de Salcedo tentò di lasciare la provincia e tornare in Honduras ma venne impedito in questo dai sostenitori del suo rivale. Pedrarias arrestò López de Salcedo nel marzo del 1528 e lo costrinse a cedergli del territorio, anche se il monarca spagnolo in seguito rigettò tale azione che non aveva avuto la sua approvazione. Pedrarias tenne López de Salcedo prigioniero per quasi un anno. Lo rilasciò dopo aver raggiunto un accordo con dei mediatori, secondo il quale i limiti giurisdizionali dell'Honduras sarebbero stati definiti dalla costa caraibica da Puerto de Caballos a Cabo Gracias a Dios. Questo accordo effettivamente sedò tutte le dispute col Nicaragua; le dispute col Guatemala rimasero un problema. López de Salcedo ritornò in Honduras all'inizio del 1529 da uomo sconfitto; non fu in grado di sedare la disputa tra Méndez de Hinostrosa e Vasco de Herrera, e con gli abitanti di Trujillo. Per ricostruire la sua reputazione, organizzò una grande spedizione per costituire degli insediamenti nella valle del Naco, dove vennero scoperte delle miniere d'oro. López de Salcedo, indebolito dalle sue ordalie, non riuscì a sopravvivere alla spedizione: morì all'inizio del 1530.

## La resistenza dei Ch'orti', 1530–1531

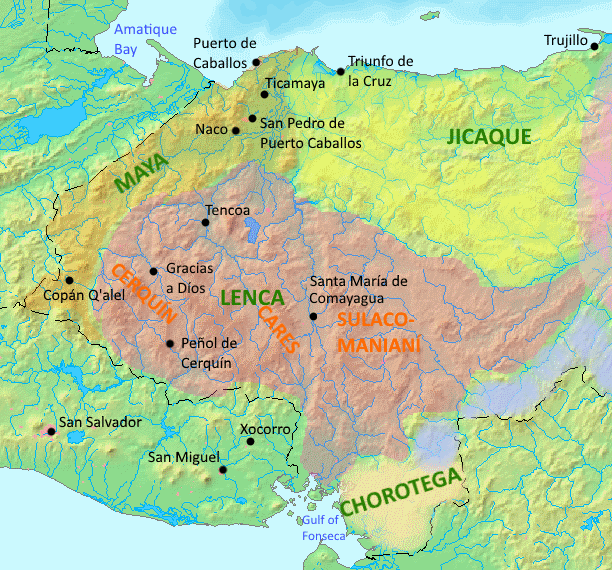
Mappa dei confini occidentali dell'Honduras, coi nomi delle province Lenca qui menzionate

All'epoca della conquista, Q'alel era regnante del popolo dei maya Ch'orti', nell'attuale Honduras occidentale. Q'alel era signore di Copan, un villaggio presso l'attuale Rincón del Jicaque, da non confondersi con l'omonimo sito archeologico. Q'alel fortificò Copan con una palizzata in legno e un fossato attorno, stipandovi un esercito di 30 000 guerrieri. Gli spagnoli assaltarono la fortezza dal Guatemala, dopo che i Ch'orti' avevano attaccato gli spagnoli in loco. All'inizio del 1530, Pedro de Alvarado inviò un distaccamento di truppe spagnole con alleati indigeni a schiacciare la resistenza al confine, sotto il comando di Hernando de Chávez, Jorge de Bocanegra e Pedro Amalín. Q'alel rifiutò di ricevere i messaggeri che chiedevano la sua sottomissione. Le fortificazioni di Ch'orti' erano forti abbastanza per sostenere l'ondata spagnola e indiana per diversi giorni, ma questi alla fine riuscirono a oltrepassare il fossato e fare breccia nella palizzata, vincendo i difensori. La resistenza dei Ch'orti' venne schiacciata l'anno successivo, e gran parte dei combattimenti si concluse nell'aprile del 1531.

## Anarchia
Dopo il 1530, i coloni avevano ormai le chiavi del potere in maniera autonoma rispetto al governo, installando nuovi governatori e rimuovendoli dall'incarico. Dal 1534, la colonia spagnola dell'Honduras era sull'orlo del collasso. Trujillo aveva una popolazione di meno di duecento persone; era l'unico insediamento dell'Honduras, e ben poco era il territorio conquistato attorno. Simultaneamente anche la popolazione indigena era collassata per le malattie, i maltrattamenti e la riduzione in schiavitù.
Prima della sua morte, López Salcedo nominò il contador Andrés de Cerezeda quale suo successore. Cerezada non fu in grado di imporre la propria autorità sui residenti di Trujillo, con due pretendenti rivali al potere. Vasco de Herrera venne supportato dal consiglio cittadino e si dimostrò forte abbastanza da costringere Cerezeda ad accordarsi in un compromesso di condivisione del potere. In realtà, fu Vasco de Herrera ad avere la vera autorità nella provincia.
La spedizione nella valle del Naco, organizzata da López de Salcedo prima di morire, giunse a destinazione e fondò un nuovo insediamento, chiamato Nuestra Señora de la Encarnación. Nel contempo, il capitano spagnolo Alonso Ortiz pacificò i nativi del distretto di Trujillo. In un primo momento i nativi abbandonarono il campo, ma vennero poi persuasi a tornare alle loro case.
L'ostilità tra le diverse fazioni spagnole a Trujillo continuò, e Vasco de Herrera non fu in grado di unire i coloni dietro la sua bandiera. Egli decise che la miglior opzione fosse quella di fondare un nuovo villaggio e abbandonare Trujillo. Cerezeda si oppose a tale idea, credendo che questo avrebbe potuto portare alla rovina delle imprese spagnole in Honduras. I nativi che lavoravano nelle miniere presso Trujillo si ribellarono contro l'eccessivo peso delle tasse, uccidendo diversi spagnoli. Vasco de Herrera colse l'opportunità come una scusa per lanciare una spedizione punitiva, ma marciò invece nell'entroterra per cercare di fondare una nuova colonia. I Nahua di Papayeca si ribellarono contro l'eccessiva crudeltà di Andrés de Cereceda nei confronti del loro capo Pizacura (detto anche Picecura) e si diedero alla macchia. Nel 1531, Vasco de Herrera tentò di riportarli nei loro insediamenti.

### Le morti di Vasco de Herrera e Méndez de Hinostrosa
Cerezeda lasciò temporaneamente Trujillo e, con Vasco de Herrera partito anch'egli, Méndez de Hinostrosa tentò da solo di mantenere il potere. Vasco de Herrera fece ritorno, ma lasciò molti soldati a combattere la resistenza dei nativi nella valle dell'Olancho, guidati da suo fratello Diego Díaz de Herrera. Vasco de Herrera ordinò che Méndez de Hinostrosa venisse giustiziato, ma questi chiese asi lo in una chiesa dove venne raggiunto dai suoi sostenitori che sconfissero gli uomini di Vasco de Herrera a Trujillo. Cerezeda tornò a Trujillo e tentarono di mediare tra le opposte fazioni, ma Vasco de Herrera venne assassinato e Méndez de Hinostrosa prese il controllo del villaggio. Cerezeda si rifiutò di riconoscere la sua autorità ed entrambi inviarono dei messaggi urgenti a Diego Díaz de Herrera presso Olancho, richiedendo il suo supporto; molti dei suoi uomini espressero il loro supporto per Méndez de Hinostrosa. Cerezeda agì velocemente e fieramente a Trujillo. Cerezeda catturò Méndez de Hinostrosa e lo decapitò. Infine, dopo un anno di conflitti interni, Cerezeda rimase il solo governatore dell'Honduras.

### L'arrivo dei nuovi spagnoli, 1532–1533
La Corona spagnola rispose all'anarchia in Honduras nominando l'anziano Diego Alvítez quale governatore reale. La flotta di Alvítez si incagliò ad alcune miglia da Trujillo sulla fine di ottobre del 1532, ed egli dovette proseguire a piedi. Quando giunse alla capitale coloniale, poco dopo che Cerezeda aveva preso la propria carica, era stremato. Il 2 novembre, nominò Cerezeda suo vice, per poi morire poco dopo. Si costituirono ancora una volta delle fazioni tra loro contrapposte, una delle quali capeggiata da Diego Díaz de Herrera, e Cerezeda riuscì a mantenere il potere con difficoltà. Per stabilizzare la provincia, egli organizzò una nuova spedizione per insediarsi nella valle del Naco. Inviò un capitano con sessanta soldati e intendeva dar seguito all'impresa con ulteriori rinforzi, ma venne ritardato a Trujillo dalla notizia che una spedizione spagnola si stava avvicinando dalla costa ovest. I nuovi arrivati erano guidati da Alonso D'Ávila, uno degli ufficiali di Francisco de Montejo, il quale era stato nominato all'adelantado dello Yucatán. D'Ávila aveva tentato di fondare un insediamento spagnolo nella parte orientale della penisola dello Yucatán, ma era stato bloccato dalla resistenza dei nativi. Dal momento che l'intera regione era interessato da conflitti con gli spagnoli, D'Ávila non fu in grado di tornare a Montejoe al contrario proseguì lungo la costa caraibica a bordo di canoe, cercando un luogo adatto dove stabilire un insediamento. Quando raggiunse Puerto de Caballos, la sua spedizione era in pericolo. D'Ávila si appellò a Cerezeda richiedendogli assistenza, e quest'ultimo gli inviò dei rifornimenti. D'Avila e i suoi uomini giunsero infine a Trujillo all'inizio del 1533.
D'Ávila aveva in animo di fondare un insediamento chiamato Montejo presso Puerto de Caballos, ma sapeva che esso ricadeva sotto la giurisdizione dell'Honduras, e che Cerezeda non avrebbe mai supportato una tale mossa. In ogni caso, la situazione a Trujillo era divenuta troppo precaria perché Cerezeda continuasse a supportare la spedizione. D'Ávila rimase incastrato negli scontri tra fazioni politiche in città, prendendo le parti di Diego Díaz de Herrera. Dopo un certo periodo di tempo, decise infine di abbandonare l'Honduras, e con la maggior parte dei suoi uomini colse l'occasione di una nave di passaggio a Trujillo, per portarsi nello Yucatán. Alcuni uomini di D'Ávila rimasero e si insediarono a Trujillo, dove la situazione continuava a deteriorarsi.

### Riorganizzazione come Honduras-Higueras, e licenze di conquista
Nel 1532, Pedro de Alvarado, governatore del Guatemala, venne inviato con autorizzazione regia a conquistare l'area di Higueras, per stabilire un porto caraibico per il Guatemala. Meno di un anno dopo la concessione del permesso a Alvarado, l'allora governatore dell'Honduras e di Higueras, Diego Alvítez, ottenne l'autorizzazione a pacificare e colonizzare la valle di Naco e l'area attorno a Puerto de Caballos. Poco dopo, nel 1533, Francisco de Montejo, governatore dello Yucatán, ottenne il governatorato dell'area compresa tra il Golfo del Messico e il fiume Ulúa, Naco e Puerto de Caballos, ancora maggiore delle concessioni ottenute da Alvarado e da Alvítez. Nel contempo, Alvarado ricevette la riconferma del suo permesso di conquistare le parti di Higueras che non erano state pacificate dai governatori di Yucatán e Honduras-Higueras. Effettivamente, tutti e tre i governatori avevano ricevuto eguali permessi per colonizzare la regione, e potevano interpretare quindi la scelta reale in loro possesso come legittima.
Nel 1534, la Corona spagnola riorganizzò l'area dell'Honduras nella Provincia de Higueras e Cabo de Honduras. La porzione occidentale, dal Golfo Dulce, oggi in Guatemala, alla valle dell'Ulúa e Naco, venne definito col nome di Higueras; la porzione orientale era quella dell'Honduras, includendo anche Trujillo, la valle dell'Olancho, ed estendendosi sino a Capo Camarón. Per quanto organizzati come due territori distinti, la provincia era effettivamente una sola, indicata spesso col nome di Honduras-Higueras. Nel 1534, Honduras-Higueras venne tolta dalla giurisdizione della Nuova Spagna, dove era stata sin dagli anni '20 del Cinquecento, e tornò sotto quella dell'audiencia di Santo Domingo.

### Lo spostamento di Cerezeda a Higueras, 1534
Cerezeda alla fine inviò una propria spedizione nell'entroterra ma venne costretto a fare ritorno al suo accampamento quando Díaz de Herrera minacciò di abbandonare Trujillo, portando con sé tutti i coloni. Trujillo si trovava all'epoca sul punto di collassare: gli spagnoli non avevano le provviste essenziali, oltre alla presenza di faide interne che minacciavano la stabilità locale. Trujillo era l'unico insediamento spagnolo del territorio, ma aveva meno di 200 abitanti. Gli assalti degli spagnoli ai nativi local avevano peggiorato i rapporti pur non riuscendo a condurre alla conquista consolidata del territorio oltre le immediate vicinanze di Trujillo. La popolazione nativa collassò, dal momento che molti indigeni vennero venduti come schiavi al lavoro nelle piantagioni dei Caraibi. Nel 1533, un'epidemia colpì i nativi locali, uccidendone quasi la metà. Il sistema dell'encomienda non era ormai più funzionale al buon andamento della colonia, dal momento che essa rendeva ormai ben pochi tributi e non erano state trovate grandi e ricche miniere d'oro e d'argento come si era prospettato. Molti coloni avevano sentito delle ricchezze del Perù e minacciarono di lasciare quel territorio ormai privo di sostentamento. Dal 1534, l'unica regione ricca e abitata era quella della valle del Naco; disperato, Cerezeda pianificò ancora una volta lo spostamento degli insediamenti coloniali a ovest.
Nel marzo del 1534, Cerezeda lasciò cinquanta spagnoli a Trujillo, e prese con sé la maggior parte degli uomini per una spedizione nell'Higueras (circa 130 uomini). Inviò sessanta tra cavalieri e fanti a esplorare l'area, mentre Cerezeda si recò via mare col resto degli uomini. I due gruppi si incontrarono a Naco, dove si insediarono per qualche tempo. La mancanza di rifornimenti li costrinse a spostarsi, e pertanto si diressero verso la valle del Sula, abitata dai Maya. Qui fondarono Villa de Buena Esperanza. Il nuovo insediamento era a 23 leghe da Puerto de Caballos, 7 da Naco, e 3 dalla città maya di Quimistán. Cerezeda inviò dei raids di esplorazione per soggiogare i nativi locali e avviare la ricerca di metalli preziosi.

### L'incursione di Cristóbal de la Cueva dal Guatemala
Mentre Cerezeda era intento a stabilire una nuova base a ovest, Cristóbal de la Cueva entrò in Honduras dal Guatemala con 40 uomini, sotto gli ordini di Jorge de Alvarado, fratello di Pedro de Alvarado, che svolgeva di fatto il ruolo di governatore mentre Pedro era impegnato a combattere in Ecuador. De la Cueva cercava di stabilire un porto caraibico e una strada di connessione verso Santiago de los Caballeros de Guatemala. Cerezeda intercettò il capitano del Guatemala, e i due giunsero a un accordo secondo il quale Cerezeda avrebbe ottenuto il comando degli uomini del distaccamento di de la Cueva, che lo avrebbe assistito a esplorare e conquistare l'area di Buena Esperanza. In cambio, Cerezeda avrebbe stabilito un nuovo porto e una strada verso Santiago de Guatemala. Il piano originario era di ristabilire Puerto de Caballos o San Gil de Buena Vista, ma de la Cueva cambiò poi i suoi piani, e propese invece per una nuova colonia nell'entroterra, fatto che incontrò l'opposizione di Cerezeda. Gli uomini di de la Cueva iniziarono a ribellarsi e si rifiutarono di riconoscere Cerezeda come loro comandante, e de la Cueva abbandonò Higueras e marciò a sud per rinforzare San Miguel (nell'attuale El Salvador), presso il golfo di Fonseca. Questo atto portò San Miguel nella giurisdizione del Guatemala; Cerezeda considerava tale area come parte del territorio dell'Honduras-Higueras, e protestò vivacemente presso la Corona spagnola. La giurisdizione su San Miguel rimase fonte di contenzioso tra Honduras e Guatemala per gli anni futuri.
Cerezeda divise il territorio attorno a Buena Esperanza in encomienda per i suoi uomini, deliziati ancor più dall'aver trovato oro e argento in zona. Cerezeda aveva pianificato di fare di Buena Esperanza un centro commerciale, collegandolo con una strada ai Caraibi e una verso il Pacifico e poi verso il ricco e recentemente conquistato Perù. Il progetto prevedeva la ricolonizzazione di Puerto de Caballos; essa inoltre avrebbe interessato l'insediamento indiano di Maniani, che Cerezeda desiderava trasformare in un centro commerciale, proseguendo poi verso il golfo di Fonseca.

## Sicumba, signore di Ulúa
A metà degli anni '30 del Cinquecento, i nativi dell'Honduras occidentale resistevano ancora alle incursioni degli spagnoli, guidati da Sicumba nella valle dell'Ulúa. Sicumba era un signore indigeno del territorio esteso e molto popolato della valle del basso Ulúa; egli disponeva di diverse fortezze potenti lungo il corso del fiume ed era a capo di molti guerrieri. Il centro delle sue operazioni era la fortezza di Ticamaya. Sicumba guidò i suoi uomini resistendo agli spagnoli per un decennio.
Scrivendo un rapporto al re di Spagna alla fine di agosto del 1535, Cerezeda riportò come Sicumba aveva attaccato Puerto de Caballos e vi aveva ucciso un gran numero di spagnoli. La moglie spagnola di uno dei morti venne rapita dagli indigeni e Sicumba la volle come propria moglie. Cerezeda lanciò un attacco a Sicumba mentre de la Cueva si trovava ancora presso Higueras, e ottenne la vittoria, ma Sicumba rilanciò un contrattacco che spinse gli spagnoli ad abbandonare il suo territorio e gli concesse di fortificare ulteriormente le sue vbasi.

## Il declino dell'Higueras-Honduras
Dopo che Cerezeda ebbe portato la maggior parte degli abitanti di Trujillo nell'Higueras, la città entrò in un periodo di serio declino. Gli abitanti rimasti erano troppo anziani o troppo malati per viaggiare a ovest. Rifornimenti base come il cibo o i vestiti erano scarsi. I cittadini credevano che Cerezeda fosse intenzionato ad abbandonare Trujillo, e si appellarono pertanto all'audiencia di Santo Domingo, e alla Corona di Spagna, per ottenere rifornimenti e un proprio governatore.
Nell'Higueras, Cerezeda si ammalò e non fu in grado di fornire adeguata assistenza. Non era riuscito a espandere l'area di conquista degli spagnoli né a contenere la rabbia dei suoi uomini sugli indigeni. I nativi dal canto loro erano divenuti sempre più ostili e si rifiutavano di lavorare per i loro encomenderos. Questa resistenza ancora una volta si cristallizzò attorno alla figura di Sicumba; altri indigeni aderirono alla sua casa, sollevando anche le aree saldamente nelle mani degli spagnoli. Alcuni territori degli spagnoli vennero perduti a favore degli indigeni, e gli spagnoli si trovarono circoscritti all'area di Buena Esperanza. I coloni erano demoralizzati e temevano continui attacchi da parte degli indigeni. Furono loro i primi a mettere in discussione la leadership di Cerezeda e si vennero a formare nuove fazioni interne, capeggiate dal tesoriere di Cerezeda, Diego García de Solís. Le voci della presenza di enormi ricchezze in Perù spinsero 40 o 50 uomini ad abbandonare l'abitato per cercare fortuna altrove. Anche se a Buena Esperanza erano stati scoperti dei metalli preziosi, era impossibile organizzare miniere proficue per l'opposizione degli indigeni. Malgrado l'opposizione di Cerezeda, García de Solís si appellò direttamente al governatore del Guatemala, Pedro de Alvarado, che era recentemente tornato dall'Ecuador. In una situazione così disperata, García de Solís decise di portarsi personalmente in Guatemala con 10 uomini, abbandonando Buena Esperanza nell'ottobre del 1535, e giungendo a Santiago de Guatemala alla fine di novembre di quello stesso anno.

### L'abbandono di Buena Esperanza, 1536
Dal dicembre del 1535, non si avevano notizie di García de Celís, né dell'assistenza spagnola promessa, e gli spagnoli presenti a Buena Esperanza avevano ormai perso ogni speranza. Erano pressati su ogni fronte dalla resistenza dei nativi guidati da Sicumba. Cerezeda era venuto a conoscenza di un piano di Sicumba per assaltare Buena Esperanza e raderla al suolo. In risposta a questo piano egli inviò alcuni suoi uomini contro Sicumba, ma il sovrano locale riuscì a sfuggire.
Poco dopo, uno spagnolo maya di nome Gonzalo Guerrero giunse dallo Yucatán con 50 canoe di guerrieri maya. Guerrero era stato catturato dai maya nello Yucatán, ed era "divenuto indiano," combattendo al fianco dei maya. Egli era giunto quindi per dare assistenza alla resistenza indiana in Higueras, anche se giunse troppo tardi per il pianificato assalto a Buena Esperanza.
Dal 5 maggio 1536, il consiglio cittadino di Buena Esperanza aveva ormai perso ogni speranza in Cerezeda e votò per l'abbandono dell'Higueras e per il ritorno a Trujillo; Cerezeda si oppose a tale decisione, ma il consiglio lo costrinse a firmare la disposizione. Nel frattempo, gli spagnoli di Buena Esperanza si organizzarono per la difesa dell'abitato. Iniziò così una caotica evacuazione verso Trujillo, e il risentimento verso Cerezeda era tale che lui stesso iniziò a temere per la propria vita e fuggì a Naco per cercare rifugio presso i locali. Il 9 maggio, nel disordine della ritirata spagnola, García de Celís tornò dal Guatemala con la notizia di nuovi aiuti in arrivo.

## Pedro de Alvarado, 1536

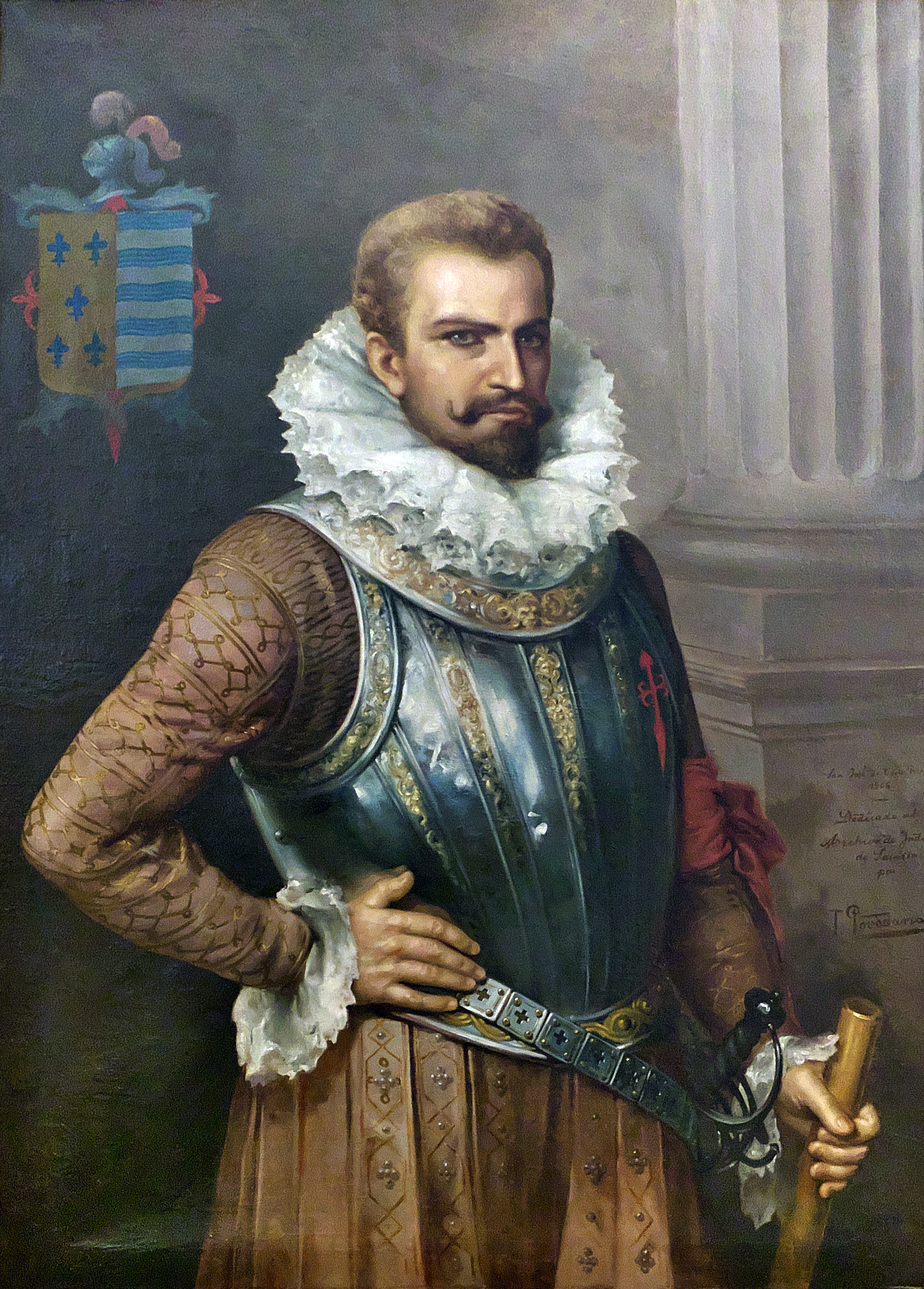
Pedro de Alvarado

In questa instabilità politica, i coloni chiesero l'aiuto di Alvarado; La loro richiesta diede inizio a un periodo di negoziati tra Alvarado e Francisco de Montejo, che portò Montejo a tentare di rinunciare alle proprie pretese sul governatorato dell'Honduras-Higueras in favore di Alvarado, e Alvarado considerò il fatto di trasferire il proprio governatorato nel Chiapas a Montejo come scambio. Chiesto il permesso alla Corona spagnola, questa lo rifiutò e chiese a Montejo di prendere il proprio governatorato nell'Honduras-Higueras. La notizia di questo rifiuto, per via della difficile comunicazione con la Spagna, giunse dopo che Alvarado aveva ormai lanciato una propria spedizione militare.
Alvarado era stato attratto dalle notizie di ritrovamento di giacimenti d'oro e voleva impedire che gli spagnoli abbandonassero completamente il territorio. Invase l'Higueras nel 1536, con 80 soldati bene armati e circa 3 000 indigeni guatemalani ausiliari; molti degli ausiliari erano Achí maya. Egli trasportava con sé anche schiavi indigeni e africani per lavorare nelle miniere oltre a un numero di rifornimenti per la colonizzazione. La sua vita per la conquista lo fece transitare da una fortezza chiamata Peñol of Cerquín, dove i guerrieri locali erano ammassati per resistere agli spagnoli. Alvarado, vedendo la forza della fortezza e preoccupato dalle pressioni a Buena Esperanza, decise di non attaccare subito la fortezza ma prima di dedicarsi ai suoi uomini.

### Il consolidamento dell'Higueras
Alvarado giunse a Buena Esperanza mentre questa era stata ormai quasi del tutto abbandonata. Il suo arrivo improvviso interruppe l'esodo e molti coloni fecero ritorno. Cerezeda inviò dei messaggi da Naco, implorando Alvarado di prendere il governatorato della provincia. Il consiglio comunale cittadino installò Alvarado come justicia mayor (giudice capo), e come capitano generale dell'Honduras-Higueras sino a quando la Corona spagnola non avesse disposto diversamente con qualcun altro o lo avesse confermato al suo posto. La presenza di Alvarado risollevò il morale degli spagnoli. Le fazioni interne si dissiparono e i coloni si radunarono attorno al nuovo governatore. Alvarado, noto presso i nativi col nome di Tonatiuh, aveva una reputazione di guerriero senza paura tra gli indigeni che avevano sentito un po' ovunque delle sue gesta. Alvarado rapidamente ristabilì il controllo spagnolo sull'area di Buena Esperanza e fondò l'accampamento militare di Tencoa. Riuscì inoltre a rendere accessibili e sfruttabili le miniere d'oro e d'argento dell'Higueras.
Una volta fatto ciò, Pedro de Alvarado inviò Juan de Chávez, uno dei suoi ufficiali più fidati, a capo di un contingente di 40–50 soldati spagnoli con 1500–2000 nativi ausiliari a esplorare l'entroterra montuoso della provincia, col compito di trovare un luogo ideale per la fondazione di una nuova capitale e il terreno ideale per realizzare una strada di comunicazione che unisse Higueras col Guatemala.

### La sconfitta di Sicumba
I nativi della valle del Sula, guidati dal loro cacique Sicumba, continuavano a resistere anche alle forze di Alvarado. Alvarado marciò sempre più a sud raggiungendo la valle dell'Ulúa per porre fine alla resistenza di Sicumba con la forza. Sicumba confidava nella forza della sua fortezza presso le rive del fiume Ulúa, e nell'abilità dei suoi guerrieri, rafforzati dai guerrieri maya giunti con Gonzalo Guerrero. Questi alleati maya provenivano probabilmente da Chetumal, nello Yucatán, dove Guerrero si era insediato. Alvarado lanciò un duplice assalto via mare e via terra contro la fortezza, supportato dagli ausiliari guatemalani e dall'artiglieria al suo seguito. Il combattimento si svolse sia presso le mura della fortezza, sia a bordo di canoe lungo il fiume. Quando l'assalto via terra venne meno, Alvarado pensò quindi di portare l'artiglieria sulle canoe e di attaccare dal fiume.
Alvarado ottenne una vittoria decisiva. Sicumba e molti dei suoi nobili e guerrieri vennero catturati e la resistenza locale fu troncata. Gonzalo Guerrero venne scoperto morente, con i suoi vestiti e un trucco in viso di stile maya. L'esercito di Sicumba si disperse, e Alvarado intraprese una campagna contro una serie di fortezze native nel territorio che caddero in rapida successione dopo il suo arrivo. In un tempo relativamente breve, Alvarado riuscì a riportare il controllo spagnolo sull'intera regione. Dopo la battaglia, Alvarado divise il territorio e i suoi abitanti in encomienda; tenne Ticamaya per sé. Sicumba e il suo popolo si convertirono al cristianesimo e divennero sudditi degli spagnoli; Sicumba si insediò a Santiago Çocumba a sud della valle dell'Ulúa (attuale Santiago, nel dipartimento di Cortés). La resistenza di Sicumba terminò dopo dieci anni di scontri con gli spagnoli. Alvarado soppresse brutalmente la resistenza dei nativi; il suo trattamento della popolazione, considerato senza pietà, servì solo ad aumentare l'astio dei locali nei confronti degli invasori.

### Fondazione di San Pedro Sula, giugno 1536
Dopo la sconfitta di Sicumba, Alvarado guidò il suo esercito verso il villaggio indiano di Choloma, nella regione di Puerto de Caballos. Il 27 giugno 1536, Pedro de Alvarado fondò un insediamento spagnolo nei pressi del villaggio indigeno, con il nome di Villa de Señor San Pedro de Puerto Caballos (attuale San Pedro Sula). Il nuovo villaggio aveva 35 cittadini spagnoli e Alvarado vi ricollocò 200 dei suoi schiavi per lavorare nei campi circostanti. Inviò quindi delle spedizioni per rendere sicuro il nuovo villaggio, estendendo l'area del dominion spagnolo. Alvarado annullò tutte le encomiendas stabilite da Cerezeda, e riassegnò i villaggi ai cittadini di San Pedro.

### Juan de Chávez al Peñol de Cerquín
Mentre Alvarado era intento a consolidare il suo potere nella valle dell'Ulúa, la spedizione di Juan de Chávez nell'Higueras meridionale incontrò della resistenza da parte dei locali. Il gruppo marciò nella vale del Naco sino al Peñol de Cerquín ("Rocca di Cerquín"), che era stata sorpassata da Alvarado nella sua incursione iniziale. Il Peñol de Cerquín era una rocca estremamente difesa e fortificata dai nativi. Un gran numero di indigeni si trovava ammassato nel fortilizio che dominava l'intero Honduras meridionale. I nativi erano determinati a resistere a ogni tentativo degli spagnoli di oltrepassare l'area. Non si sa con precisione chi fosse il capo locale, ma probabilmente si trattava di Lempira, un signore della guerra che aveva già avuto modo di distinguersi contro gli invasori spagnoli.
Juan de Chávez tentò di attaccare il Peñol, ma non fu in grado di ottenere successo. Decise quindi di porre assedio alla fortezza ma si trovava a corto di rifornimenti dal momento che tutti gli uomini, indigeni compresi, erano stati impiegati per l'assedio e nessuno era rimasto a provvedere per i rifornimenti. Dal momento che l'operazione di conquista della fortezza si presentava estremamente complessa e gran parte dei soldati spagnoli possedevano già case ed encomiendas in Guatemala, desideravano ritornare a casa. Dopo qualche tempo, Chávez venne costretto a ritirarsi con le sue truppe. Pianificò di ritornare quando il morale sarebbe stato più alto e di rifornirsi adeguatamente prima di tentare un nuovo assedio alla fortezza. Egli considerò a ogni modo anche il fatto che il suo ritiro avrebbe concesso ai suoi nemici la possibilità di coltivare le terre attorno alla fortezza del Peñol, rifornendoli così di mezzi per proseguire la resistenza all'assedio.

### I preparativi per la fondazione di Gracias a Dios, luglio 1536
Juan de Chávez si diresse verso la valle di Maniani, che Cerezeda aveva individuato come buon posto per un nuovo villaggio. Gli spagnoli prescelsero un luogo adeguato vicino al villaggio indigeno di Maniani per la fondazione di una loro nuova città. Il 20 luglio 1536, Pedro de Alvarado inviò delle istruzioni per fondare una nuova città che sarebbe stata chiamata Gracias a Dios, per permettere comunicazioni migliori tra Honduras e Guatemala. Pedro de Alvarado utilizzò il villaggio di Tencoa come base per le operazioni, e inviò suo fratello Gonzalo con 40 soldati spagnoli e un numero imprecisato di alleati indigeni ad aiutare gli abitanti locali. Alvarado nominò personalmente i membri del consiglio comunale, e assegnò 100 cittadini spagnoli ad abitarvi. I nativi attorno a Gracias a Dios non erano ancora stati sottomessi completamente, e pertanto si ebbero delle violente rivolte indigene che perdurarono sino al 1539. Come a San Pedro, Alvarado annullò le precedenti encomiendas nella regione e le riassegnò. Gonzalo de Alvarado si era dato all'esplorazione della regione centrale attorno a Siguatepeque, presso il fiume Tinto e Yoro. Aveva con sé una dozzina circa di cavalieri e cinquanta o più fanti al suo comando, venendo poi rinforzato da altri dieci soldati alla guida di Gaspar Xuárez de Ávila, che divenne suo luogotenente. Il gruppo procedette alla volta di Gracias a Dios coi documenti legali per formalizzarne la fondazione.

### La partenza per la Spagna, agosto 1536
Nel 1536 i nativi di Yamala, presso Tencoa, si ribellarono; gli spagnoli risposero bruciando le case e le capanne degli indigeni. A metà del 1536, Pedro de Alvarado ricevette la notizia che Alonso Maldonado era stato nominato per fare delle indagini sul suo periodo di governatorato in Guatemala, e che Francisco de Montejo aveva infine accettato il governatorato dell'Honduras e stava giungendovi. Alvarado venne incensato per il suo intervento pronto per assicurare il dominio spagnolo nell'area. Egli, assicurata l'area, si recò quindi a EPuerto de Caballos e salpò quindi alla volta della Spagna. Lasciò la provincia a metà agosto.

### La fondazione di Gracias a Dios
Nel frattempo, Gonzalo de Alvarado e i suoi soldati si portarono a sud per incontrare Chávez e i suoi uomini. Il gruppo terminò poco dopo le proprie provviste; gli uomini e i cavalli erano ridotti allo stremo, e ancora una volta mancavano i rifornimenti. Il progredire della spedizione venne rallentato inoltre dall'inizio della stagione delle piogge e dalla costante resistenza dei nativi. Dopo tre o quattro mesi, Gonzalo de Alvarado giunse a Lepaera, dove pensava di trovare Chávez e i suoi uomini. Incapace di localizzarli, Alvarado inviò il suo luogotenente Xuárez de Ávila a perlustrare l'area circostante. Egli ritornò poco dopo con la notizia che Chávez, davanti alla minaccia di ammutinamento dei suoi uomini, era tornato in Guatemala. Dal momento che Pedro de Alvarado era già partito per la Spagna, Gonzalo rimase come l'ufficiale spagnolo di più alto rango nell'Honduras-Higueras.
Gonzalo de Alvarado e i suoi uomini decisero di rimanere sul posto; l'area era apparentemente ben popolata da poter produrre tributi agli spagnoli e l'esistenza di depositi di metalli preziosi nella regione era cosa risaputa. Alvarado decise di fondare la nuova città di Gracias a Dios a Opoa, anziché nel luogo designato da Chávez. Sul finire del 1536, Gonzalo de Alvarado fondò infine la nuova città, assegnandovi degli ufficiali già individuati da suo fratello. Dei quasi 100 cittadini vennero destinati in loco da Pedro de Alvarado, in realtà ne erano presenti solo 40 alla fondazione. La città rimase presso Opoa per un breve periodo, per poi venire trasferita su un nuovo sito. Gonzalo e i suoi uomini si accamparono in loco per imporre il controllo spagnolo nell'area, penetrando poi nella valle della Comayagua. Gonzalo, pur mosso dai migliori intenti, disponeva di pochi uomini per poter stabilmente assicurare il controllo spagnolo nell'area. La resistenza dei nativi era tale che ben presto i coloni spagnoli temettero di morire di fame per l'impossibilità di coltivare liberamente quelle terre. San Pedro si trovava in una situazione simile, e non fu in grado di prestare assistenza a Gracias a Dios. I coloni si appellarono quindi a Maldonado in Guatemala chiedendogli assistenza, e vennero informati del fatto che Francisco de Montejo avrebbe ben presto preso il governatorato locale e avrebbe loro fornito l'assistenza necessaria.

## Il declino, 1536–1537
La sottomissione operata da Alvarado in Honduras si dimostrò soltanto superficiale e in gran parte limitata alla sola regione dell'Higueras. La sua conquista della valle del Naco e del basso Ulúa avevano portato a una forte presenza spagnola nell'area, ma il controllo locale era fragile. L'insediamento di Gracias a Dios non era sicuro come appariva quando Alvarado lo aveva lasciato, e non era stata inviata altra assistenza da Trujillo. Molti dei capi ribelli che si erano sottomessi agli spagnoli per riverenza nei confronti della formidabile reputazione di guerriero di Alvarado, insorsero in rivolta contro gli spagnoli. Alvarado aveva inoltre incoraggiato la tratta in schiavitù di quegli indigeni che avessero osato contrastare gli spagnoli e la loro successiva vendita, come del resto il duro trattamento loro riservato non aveva fatto altro che aumentare il loro astio e alimentare successive ribellioni. Molti indigeni resistevano passivamente, rifiutandosi di fornire rifornimenti o di lavorare per i loro encomenderos. I continui raids schiavisti e il maltrattamento della popolazione produsse altra resistenza, e molti indigeni abbandonarono i loro insediamenti per portarsi sulle montagne e nelle foreste circostanti. Gran parte dei distretti di San Pedro e di Gracias a Dios era in guerra, e la posizione degli spagnoli appariva ancora precaria.

## Francisco de Montejo
Francisco de Montejo nel frattempo iniziò una costosa spedizione nell'Honduras, offrendo i propri vasti possedimenti in Messico come garanzia dei prestiti fatti, vendendo anche alcune delle proprietà che possedeva. Annunciò la sua spedizione a Città del Messico e a Santiago de Guatemala, attraendo così a sé un gran numero di reclute, provvedendo personalmente al loro equipaggiamento. Egli inoltre acquistò delle navi a Veracruz. Nel 1537, Francisco de Montejo ottenne la posizione di governatore e annullò le encomiendas precedentemente distribuite da Pedro de Alvarado. Questo fece sì che i sostenitori di Alvarado si schierassero contro Montejo. Montejo assegnò Alonso de Cáceres quale suo capitano in Honduras.

### Alonso de Cáceres, 1536–1537
Mentre Montejo stava preparando la sua spedizione militare, ricevette la notizia della precaria posizione degli spagnoli nell'Higueras. Temendo il collasso della colonia, decise di nominare Alonso de Cáceres come capitano generale, e lo inviò a capo di un piccolo distaccamento di soldati per aprirsi la strada verso Santiago de Guatemala, reclutando altri soldati lungo il percorso. Cáceres era un ufficiale d'esperienza, che aveva già combattuto nella conquista dello Yucatán. A Santiago, Cáceres reclutò altri 20 cavalieri, e acquisì ulteriori armi e rifornimenti. Giunse a Gracias a Dios con le sue forze alla fine di novembre o all'inizio di dicembre del 1536, e descrisse l'insediamento come in stato desolante. La sua spedizione diede temporaneamente respiro alle truppe locali e innalzò il morale anche grazie al fatto che egli portò la notizia che Montejo sarebbe presto giunto in Honduras. A ogni modo, Cáceres incontrò la resistenza del consiglio comunale locale, nominato a suo tempo da Alvarados, e quindi ostile al nuovo comandante
I sostenitori di Alvarado erano stati da poco riconfermati al consiglio comunale di Gracias a Dios e utilizzarono delle pieghe legislative per rifiutarsi di riconoscere l'autorità di Cáceres; questi si ritirò nel vicino villaggio indiano e progettò di spodestare con un colpo di mano il consiglio intero. La lotta interna tra le fazioni spagnole incoraggiò gli indigeni nella loro lotta contro gli invasori. Cáceres lanciò un colpo di stato all'inizio del 1537, entrando a Gracias a Dios con 20 soldati bene armati e imprigionando l'intero consiglio comunale, incluso Gonzalo de Alvarado. Cáceres dichiarò Montejo quale nuovo governatore dell'Honduras-Higueras, e si autoproclamò vicegovernatore e capitano generale. Incontrò ben poca opposizione e nominò quindi un nuovo consiglio comunale.
Cáceres lasciò Gracias a Dios al comando di Xuárez de Ávila, e lanciò una spedizione punitiva contro quei nativi locali che erano insorti contro gli spagnoli. Penetrò la regione montuosa di Cares, presso il Peñol de Cerquín, e ottenne dei successi (seppur moderati) contro gli indigeni. Riuscì a portarsi a est nella valle della Comayagua ed estese nell'area il controllo spagnolo nella regione.

### Montejo giunge nell'Higueras, marzo 1537
Montejo giungeva dal Messico con la propria spedizione che includeva soldati spagnoli, ausiliari messicani, provviste e munizioni; inviò anche ulteriori uomini via mare, con altri rifornimenti e la sua famiglia. Giunse a Santiago de Guatemala all'inizio del 1537, dove ottenne ulteriori approvvigionamenti, armi e munizioni, oltre a reclutare ulteriori soldati. Qui acquisì mucche, pecore, maiali, balestre, archibugi e polvere da sparo. Poté contare alla fine su 80-100 soldati spagnoli, inclusi molti veterani dello Yucatán. Giunse a Gracias a Dios alla fine di marzo del 1537, mentre Cáceres era ancora nella valle della Comayagua. Il distaccamento via mare, dopo essersi rifornito a Cuba, venne saccheggiato dai pirati i quali, pur uccidendo ben poche persone a bordo, sequestrarono l'intero carico di provviste. Ciò che poté essere salvato, giunse a Puerto de Caballos nella primavera del 1537, dove il gruppo si incontrò con quello di Montejo. Le forze combinate spagnole ora presenti in Honduras-Higueras ponevano Montejo in una posizione solida, sia militarmente sia politicamente. Montejo venne installato come governatore senza opposizioni il 24 marzo a Gracias a Dios. Rilasciò i prigionieri dell'ex consiglio comunale e anzi cercò il loro supporto per proseguire la conquista dell'area.
Montejo immediatamente cercò di bloccare gli eccessi degli spagnoli e obbligò i coloni a trattare più degnamente i nativi, secondo le leggi spagnole. Rimandò molti degli ausiliari maya Achi in Guatemala per le depredazioni da loro compiute contro i maya Chontal della costa di Sula. Le azioni di Montejo incoraggiarono diversi nativi a tornare ai loro villaggi, in particolare in quelli attorno a Gracias a Dios, e il sistema dell'encomienda riprese a funzionare a pieno ritmo e pacificamente.

### La conquista del nord
Montejo si diresse quindi verso la costa settentrionale, lasciando Xuárez de Ávila al comando di Gracias a Dios. Egli dapprima si recò a San Pedro per presentare i suoi documenti formali di conferma al governatorato. Venne riconosciuto governatore il 16 aprile e il giorno successivo annullò tutte le encomiendas emesse da Pedro de Alvarado nei distretti di San Pedro e di Gracias a Dios; ridivise la provincia tra i propri soldati e sostenitori. Montejo inviò quindi Alonso de Reinoso con circa un centinaio di soldati nelle montagne attorno a San Pedro per schiacciare la locale resistenza dei nativi. Montejo marciò verso Naco, dove le precedenti campagne militari di Cerezeda e Alvarado avevano disperso la locale popolazione indigena e aveva incoraggiato atteggiamenti ostili verso gli spagnoli. La vittoria fu rapida, e molti governanti nativi si portarono a giurare alleanza a Montejo. Questi implorarono protezione agli spagnoli, in particolare nel commercio con lo Yucatán, e offrirono in cambio la loro lealtà. Montejo accettò le loro suppliche e considerò conquistata buona parte del nord. Applicò in loco il medesimo trattamento moderato sperimentato verso i nativi presso Gracias a Dios, con risultati simili; molti tornarono ai loro villaggi e il sistema dell'encomienda riprese a funzionare.

### La fondazione di Santa María de Comayagua
Nella primavera del 1537, Montejo inviò dei rinforzi a Cáceres, che si trovava ancora nella fertile valle del Comayagua. Dalla tarda primavera o prima estate, la valle fu completamente conquistata. Nel dicembre del 1537, per ordine di Montejo, Alonso de Cáceres fondò la città di Santa María de Comayagua; che venne posta in posizione strategiva a metà strada tra la costa caraibica e quella pacifica. Cáceres quindi distribuì l'area in encomienda. Ottenne rinforzi da Gracias a Dios, e poi ritornò immediatamente a Comayagua, incominciando a recarsi a est verso Olancho.
Dall'estate del 1537, Montejo credette che la Higueras fosse ormai pacificata, con ben poche perdite tra gli spagnoli e tra i nativi. Gracias a Dios e San Pedro erano più sicure, e molti indigeni avevano fatto ritorno ai loro villaggi, incoraggiati dalle politiche moderate di Montejo. In realtà, solo le aree attorno agli insediamenti spagnoli erano state fermamente conquistate, mentre nelle aree più distanti i nativi erano ancora determinati a resistere agli spagnoli. In contrasto con altre province, gli spagnoli non furono in grado di reclutare molti rifornimenti dai locali per assisterli nella conquista.

### La Grande Rivolta, 1537–1539
Come segno dei problemi emergenti, vi fu l'episodio in cui tre spagnoli che si trovavano a passare presso il Peñol de Cerquín vennero attaccati e uccisi dagli indigeni. Quest'area era considerata pacificata e l'attacco disturbò profondamente Montejo, il quale ricordò come incidenti simili durante la sua conquista dello Yucatán avevano poi portato a delle rivolte. Egli si recò quindi ad attaccare in forze e convocò tutti i principali capi militari locali presso di lui, per fermare la ribellione. Si preoccupò di trovare e punire i responsabili, ma riprese poi con la sua politica conciliatoria nei confronti degli indigeni per scongiurare ulteriori rivolte. Montejo marciò quindi verso Comayagua per rinforzare le file di Cáceres, per poi tornare a Gracias a Dios.

#### L'alleanza di Lempira
Dopo la brutale soppressione dei rivoltosi da parte di Alvarado nell'Honduras occidentale, la resistenza indigena contro gli spagnoli faceva ormai capo alla figura di Lempira il quale era stimato avere un esercito di 30 000 guerrieri in tutto. Lempira era incentrato nei monti dell'Higueras del sud, non lontano da Gracias a Dios. Il suo centro politico era il villaggio del sovrano Entepica dei Lenca, mentre la sua fortezza principale era quella di Peñol de Cerquín. Lempira ottenne il supporto degli abitanti della valle della Comayagua e dei monti attorno a San Pedro. Anche gli ex nemici di Lempira, come ad esempio i Cares, si allearono con lui contro gli spagnoli; con un misto di forza e diplomazia, Lempira seppe estenedere la propria alleanza sino a San Miguel, a est di El Salvador, giungendo a comprendere circa 200 villaggi. La resistenza continuò sino al 1538, cioè sino a quando le forze di Lempira non vennero sconfitte in battaglia dagli spagnoli guidati da Alonso de Cáceres.
Le spedizioni spagnole avevano spesso attraversato il territorio di Lempira, in particolare la regione dei Cares, zona che essi credevano pacificata. In segreto, Lempira aveva pianificato una rivolta nei pressi della sua fortezza al Peñol de Cerquín, e se questa fosse stata un buco nell'acqua, questa sarebbe proseguita nell'intero territorio. Lempira rafforzò le fortificazioni del Peñol e vi aggiunse molti altri guerrieri, provviste e armi. I veterani spagnoli rimasero colpiti dalla solidità delle fortificazioni, e le compararono a quelle viste nei campi di battaglia dell'Europa. Sul finire del 1537, Lempira era ormai pronto. I nativi abbandonarono i loro villaggi e si diressero al Peñol, dove i guerrieri erano giù pronti alla battaglia. Lempira inviò dei messaggi agli ausiliari nativi degli spagnoli, esortandoli ad abbandonare i loro padroni stranieri e ad aderire alle sue forze, ma questi rifiutarono. Fu solo con la dichiarazione di guerra che gli spagnoli iniziarono a preoccuparsi della minaccia rappresentata da Lempira e dalla sua alleanza. Sebbene la minaccia più grave fosse limitata alla regione nei pressi del Peñol de Cerquín, gli spagnoli realizzarono che la ribellione partita da una fortezza tanto importante sarebbe divenuta ben presto il simbolo dell'indipendenza e della resistenza dei nativi dell'area dell'intera regione di Higueras. Montejo immediatamente scrisse a Cáceres inviandolo contro Lempira con 80 soldati bene armati, accompagnati da ausiliari messicani e guatemaltechi. Montejo inviò dei messaggeri a chiedere assistenza da Santiago de Guatemala e da San Salvador.

#### L'assedio del Peñol de Cerquín
Il 1 novembre 1537, Cáceres giunse al Peñol de Cerquín. Egli immediatamente inviò degli emissari a Lempira, chiedendo la sua resa e la sua sottomissione; Lempira fece giustiziare gli inviati e rifiutò. Per tutta risposta, Cáceres lanciò un assalto diretto alla fortezza, ma questa diede prova di essere dura da conquistare. Non vi erano strade per giungere al monte e i muri a picco ne impedivano la risalita. Le difese erano state accuratamente pensate per essere praticamente inattaccabili e la presenza di numerosi guerrieri impedì agli spagnoli un assalto efficace dal momento che anche i cavalli potevano fare ben poco su quel terreno di battaglia. Cáceres non ebbe altra scelta che assediare il Peñol. Egli divise i suoi uomini equamente sugli otto fronti della fortezza e ne seguì un fiero combattimento, nel quale cinque spagnoli risultarono uccisi e molti i feriti, tra cui lo stesso Cáceres. L'assedio, a ogni modo, concluse ben poco.

#### La rivolta generale
Mentre Cáceres era impegnato in quello che si prospettava essere un lungo assedio, Montejo inviò una colonna di soldati spagnoli nell'area presso Gracias a Dios; inviò una seconda colonna con 20 spagnoli e numerosi ausiliari nativi a sud della valle dello Xocorro. Montejo guidò personalmente una terza colonna, con 23 spagnoli, verso Comayagua. Inviò inoltre un ordine di supporti alla città di Santa María de Comayagua per Cáceres al Peñol, e quattordici soldati marciarono per unirsi all'assedio. La colonna di Xocorro venne costretta a fare ritorno a Santa María de Comayagua dopo la caduta delle autorità spagnole a San Miguel.
Dopo circa due mesi di assedio al Peñol de Cerquín, la maggior parte dei soldati spagnoli in Honduras era concentrata attorno alla fortezza. Piccoli gruppi erano sparsi un po' ovunque, e sia Gracias a Dios sia Santa María de Comayagua erano pericolosamente vulnerabili, quasi senza soldati sul posto. Vedendo la vulnerabilità delle posizioni degli spagnoli nella provincia, Lempira fece scattare una rivolta generale. L'intera regione a sud del Peñol insorse, oltre ad alcune parti di El Salvador presso San Salvador e San Miguel, fatti che causarono non pochi problemi agli spagnoli. La valle del Comayagaua aderì alla rivolta come pure le regioni montuose attorno a San Pedro e l'area di Trujillo.
La colonna dei sedici spagnoli in ritirata da Xocorro venne presa in un'imboscata presso Guaxeregui e perdette quasi tutti gli uomini. L'unico sopravvissuto della spedizione alla fine risultò essere uno schiavo africano, gravemente ferito. I rinforzi inviati da Comayagua al Peñol vennero attaccati presso Cares, e dovettero combattere per raggiungere gli altri spagnoli al Peñol, pur con notevoli perdite. I cittadini di Santa María de Comayagua si appellarono a Montejo chiedendo aiuto, e questi inviò una dozzina tra fanti e cavalieri che tentarono di rompere le file degli attaccanti nativi che avevano già accerchiato l'insediamento, rinforzando le difese del villaggio, e permettendo l'arrivo di altri rinforzi spagnoli. Montejo venne lasciato con solo undici soldati in tutto e fece ritorno a Gracias a Dios per proteggere i coloni locali, tra cui molte donne e bambini. Gli indigeni uccisero i soldati spagnoli isolati qualora riuscirono a trovarne. I nativi, vedendo il successo della resistenza della loro fortezza al Cerquín, iniziarono la costruzione di una fortezza simile presso Gracias a Dios, radunando materiali e rifornimenti. Montejo si rese conto che il suo primo obbiettivo era fermare questa seconda costruzione strategica, ma non fu in grado di attaccare il sito direttamente. Al contrario, inviò degli schiavi africani in suo possesso con l'obbiettivo di porre in fiamme i magazzini di materiale per la costruzione. Un locale capo indiano di nome Mota pianificò un attacco a Gracias a Dios, ma il piano venne scoperto da Montejo. Con un breve raid, Mota venne catturato con altri e tratto prigioniero a Gracias a Dios, per poi fuggire e riprendere la sua idea dell'assedio. Montejo scoprì ancora una volta i suoi piani e, con un altro rapido raid, riuscì a catturarlo e lo tenne in ostaggio a Gracias a Dios sotto stretta sorveglianza.
I nativi lanciarono quindi un furioso assalto di massa contro Santa María de Comayagua. La guarnigione, fortemente sguarnita, iniziò una disperata marcia verso Gracias a Dios, lasciando che il villaggio venisse saccheggiato. L'intera provincia era a corto di soldati, di armi e di rifornimenti, con l'eccezione dell'area del Peñol de Cerquín, che rimase il punto focale di azione per gli spagnoli. In breve tempo, il controllo spagnolo era collassato nell'intero Honduras e solo due piccoli villaggi - Gracias a Dios e San Pedro - rimanevano a baluardi di difesa. Montejo inviò Gonzalo de Alvarado a San Salvador a richiedere assistenza e questi tornò con 100 ausiliari indigeni, e 1000 tra sacchi di provviste, archibugi, balestre, casse di polvere da sparo, casse di munizioni, scudi, lance, armature e casse di ferro da lavorare. Ulteriori provviste vennero da San Miguel, ma altre richieste simili inviate in Guatemala vennero rigettate.

#### La morte di Lempira e la caduta del Peñol de Cerquín, 1538
L'assedio del Peñol de Cerquín si protrasse per mesi, con costanti combattimenti. Gli spagnoli impegnati erano un centinaio più gli ausiliari nativi di cui disponevano, ma non erano in grado di mantenere aperte le linee di comunicazione con i loro centri di rifornimento e spesso si trovarono a corto di provviste. Le piogge stagionali che giunsero nella primavera del 1538 resero il tutto ancora più complesso. I rifornimenti da El Salvador alla fine giunsero a destinazione e Cáceres lentamente iniziò a prendere piede nell'area del Peñol. Dopo sei mesi, Cáceres invitò Lempira per un parley. Lempira giunse sul posto convenuto, vestito di tutto punto, con un'armatura di cotone e un cappello di piume, accompagnato da uno stuolo di nobili. Cáceres inviò dei soldati a cavallo per chiedere la sua resa, e quando Lempira rifiutò, un archibugiere accuratamente nascosto gli sparò alla testa. Fu questo il segnale di un attacco a sorpresa degli spagnoli. Gli indigeni risposero col panico più completo alla morte del loro leader e gli spagnoli riuscirono in breve tempo a conquistare l'intera fortezza senza perdite, anche se molti risultarono feriti. Una parte della guarnigione indigena si ritirò nei vicini monti, ma gran parte di essa si arrese senza opporre ulteriore resistenza, inclusi molti vecchi, donne e bambini. Cáceres seguì le istruzioni ricevute da Montejo nel comportarsi coi nativi sconfitti, riservando a loro un trattamento equo. Seguì il costume locale di inviare dei vestiti ai capi nativi come simbolo di pace, accompagnati da una lancia come simbolo della guerra che li avrebbe attesi in caso di rifiuto. Dopo un consiglio, i capi indigeni accettarono la pace e la regione passò immediatamente sotto il controllo spagnolo. Cáceres rilasciò tutti i suoi prigionieri e permise loro di tornare ai loro villaggi, mossa che sorprese i nativi che già si aspettavano pesanti misure punitive. La caduta della fortezza di Lempira venne seguita dalla capitolazione dell'intero Honduras.

#### Il prosieguo della resistenza nella valle del Comayagua
Montejo fece seguito alla vittoria al Cerquín inviando due compagnie di soldati nella valle del Comayagua, al comando di Xuárez de Ávila e di Alonso de Reinoso. Inviò ulteriori soldati nella regione montuosa attorno a San Pedro, e personalmente comandò una spedizione attorno a Gracias a Dios per eliminare i blocchi di resistenza isolati. La campagna nella valle del Comayagua risultò difficile; gli spagnoli incontrarono indigeni determinati a resistere che si erano nel frattempo arroccati tra i monti come al Peñol de Cerquín. Malgrado i rifornimenti giunti da Montejo, il cibo rimase il primo problema da affrontare. Gli indigeni lanciarono un fiero assalto dalle loro fortezze, per poi ritirarsi sui monti, lanciando piogge di frecce sugli attaccanti spagnoli. Anche in questo caso la cavalleria spagnola servì a ben poco. Per far fronte alle difficoltà della campagna, le due spedizioni spagnole comandate da Xúarez e Reinoso si unirono in una forza combinata. Cáceres era tornato a Gracias de Dios dal Peñol de Cerquín, e pertanto Montejo lo inviò nella valle del Comayagua con un forte contingente di soldati e molti rifornimenti. Anche se la campagna della valle del Comayagua si concluse formalmente nel 1538 senza una vittoria decisiva, gli spagnoli furono in grado di riportarsi nel villaggio di Santa María de Comayagua.

#### La stabilizzazione della situazione dell'Honduras-Higueras
Pur proseguendo i combattimenti nella valle del Comayagua, la parte ovest e nord dell'Honduras poteva dirsi a questo punto pacificata. Montejo non incontrò altra resistenza consistente, riportando le aree montuose attorno a San Pedro e le valli dell'Ulúa e di Naco sotto il controllo spagnolo, e gli spagnoli poterono essere inviati a sud di Xocorro. Il sistema dell'encomienda venne ben presto ristabilito. Cáceres faceva ben pochi progressi nella valle del Comayagua e chiese a Montejo dei rinforzi. Alla fine del 1538, Montejo in persona si recò con tutti i soldati a sua disposizione, oltre a 1500 ausiliari nativi, in una nuova azione militare. Montejo passò attraverso Guaxeregui, dove una colonna spagnola era stata massacrata all'inizio della rivolta generale. Gli indigeni si erano fortificati in un villaggio in cima a una montagna e continuavano a non accettare la dominazione spagnola. Anche se l'area era ben difesa, una dimostrazione di forza da parte di Montejo fu sufficiente per demoralizzare i nativi e costringerli alla fuga senza combattere. Nel frattempo, Cáceres aveva posto assedio a un'altra fortezza montana, nota come il Peñol de Ojuera, a nordovest della valle del Comayagua. La sua vittoria fu decisiva sul posto, e successivamente i capi locali gli chiesero la pace. Cáceres si unì quindi a Montejo; le loro forze combinate insieme erano composte da circa 100 soldati spagnoli e diversi ausiliari nativi. Questa forza si dimostrò sufficiente a procedere alla conquista della valle del Comayagua. Con il solido controllo degli spagnoli nel'area, Montejo si recò a sud per dare rinforzi alla spedizione nella valle dello Xocorro, che venne rapidamente pacificata. Montejo passò per San Miguel nel distretto di El Salvador, e assistette i conflitti locali. All'inizio del 1539, la campagna nella valle del Comayagua poteva dirsi conclusa e Honduras-Higueras passò ancora una volta sotto il completo controllo degli spagnoli. I combattimenti attorno a Trujillo si conclusero coi rinforzi giunti dall'Higueras.
Nel 1539, il villaggio di Villa de Señor San Pedro de Puerto Caballos venne spostato tre leghe a sud e prese il nome di San Pedro de Puerto Caballos. All'epoca consisteva solo di dodici case in legno di palma a imitare lo stile di costruzione dei nativi locali; nel 1541 aveva in totale 35 resistenti spagnoli. Montejo spostò anche l'insediamento di Santa María de Comayagua in un luogo più adatto e vi assegnò 35 conquistadors come cittadini. Ben presto vennero trovati in loco ricchi giacimenti d'argento.
Montejo tornò a rivolgere la sua attenzione a est di Olancho, area che non era mai stata completamente conquistata malgrado le numerose spedizioni militari precedenti. Montejo marchesul posto coi suoi uomini, inviando dei messaggeri per chiedere supporto da Cerezeda e da García de Solís, il tesoriere reale, ma questi si rifiutarono e Montejo venne costretto a ritirarsi a Santa María de Comayagua. Dal 1539, la fiera lotta tra Montejo e Pedro de Alvarado giunse all'attenzione del Consiglio delle Indie; Alvarado venne ancora una volta nominato governatore dell'Honduras. Alvarado tornò in Honduras nell'aprile del 1539; Montejo si recò a Gracias a Dios, dove venne costretto a cedere il proprio governatorato, abbandonando quindi l'area e portandosi nel Chiapas.

## Olancho e la parte orientale negli anni '40 del Cinquecento
La resistenza degli indigeni continuò e Montejo non riuscì a completare la propria conquista della parte occidentale e centrale dell'Honduras sino al 1539. Una volta stabilito il controllo spagnolo a livello locale, si recò a est verso la valle dell'Olancho. Anche se la conquista dell'ovest e del centro fu difficile, e i nativi erano ben organizzati, la resistenza a est impiegò ancora più tempo per essere schiacciata e le ribellioni perdurarono per tutto il periodo coloniale.
Gli spagnoli fondarono il villaggio di San Jorge de Olancho, probabilmente nel 1540, sulle rive del fiume Olancho presso il territorio dei Pech. Nel corso degli anni '40 del Cinquecento, gli abitanti del distretto minerario di Olancho lanciarono delle rivolte per il loro pessimo trattamento da parte degli spagnoli, con eventi grandiosi in particolare nel 1542, nel 1544 e nel 1546. Il più grande di questi fu la rivolta del 1544, che coincidette con le ribellioni in Comayagua, San Pedro e Nueva Segovia e fu probabilmente un tentativo di rilanciare una resistenza coordinata come nel decennio precedente.

## La fondazione della Tegucigalpa coloniale
L'insediamento nativo di Tegucigalpa venne rilevato dagli spagnoli per la prima volta nel 1536. I minatori spagnoli rifondarono il villaggio coloniale di Tegucigalpa nel 1578, dopo essersi portati a sud dalla Comayagua e aver scoperto dei giacimenti d'argento e di altri minerali nelle montagne a est dell'insediamento dei nativi. Il villaggio coloniale venne fondato come real de minas, un centro amministrativo per il controllo delle miniere. Il villaggio si trovava in una valle dell'alto Choluteca, nei pressi della convergenza di tre ruscelli tributari. L'insediamento spagnolo di Tegucigalpa si trovava nei pressi di Comayagüela, un insediamento tipicamente indiano. Grazie alla ricchezza mineraria del posto, Tegucigalpa crebbe rapidamente e attrasse nuovi coloni spagnoli e lavoranti nativi. I francescani aprirono un convento in loco nel 1592, mentre i mercedari vi si stabilirono nei decenni successivi.

## La provincia di Taguzgalpa
Dalla fine del XVI secolo, la parte orientale dell'Honduras era ancora territorio di conquista. La regione era nota come Taguzgalpa, e si portava da Trujillo nel nord alle valli dell'Olancho, di Jamastran e di Agalta a ovest, sino ai fiumi Guayape e Guayambre a sud, e al mar dei Caraibi a est. Il territorio era ben popolato da diverse popolazioni indigene, tra cui i Lencas, i Nahuas e i Misumalpas. L'esatta composizione politica del territorio non era nota agli spagnoli.
Uno dei primi resoconti sull'area fu una lettera inviata al re di Spagna da Cristóbal de Pedraza, secondo vescovo dell'Honduras, nel 1544. Questi si recò attraverso le montagne da Trujillo con dei locali, essendo egli in grado di parlare il nahua con gli abitanti che trovò lungo il percorso. Questi gli dissero che la capitale della provincia era il villaggio con il medesimo nome, e che questa era nota per la lavorazione dell'oro. Il vescovo non si diresse oltre, e a lui seguirono altre tre spedizioni, ma nessuna di queste riuscì a stabilire insediamenti fissi per la reputazione che l'area aveva di "terra di guerra".
Lo sforzo per l'evangelizzazione dell'area venne intrapreso per primi dai francescani all'inizio del XVII secolo. Esso a ogni modo divenne ben presto impossibile, sia per la scarsità dei missionari disponibili all'impresa, sia per l'eccessiva dispersione dei villaggi nell'area. I frati cambiarono quindi la loro tattica, portando i nativi nei villaggi annessi alle loro missioni, le quali divennero così delle vere e proprie reducciones.

## Il XVII secolo
San Pedro de Puerto Caballos (attuale San Pedro Sula) venne connessa a Puerto de Caballos da una strada regia (camino real). Dalla fine del XVI secolo, i pirati stavano razziando i Caraibi lungo la costa. Nel 1595, questi attaccarono Puerto de Caballos, e seguendo la strada più a sud incendiarono San Pedro. Poco dopo il 1600, Puerto de Caballos venne abbandonata dagli spagnoli e venne fondato il nuovo insediamento di Santo Tomás de Castilla sulla baia di Amatique, in Guatemala. Dalla metà del XVII secolo, sia San Pedro che Puerto de Caballos si trovavano in pieno declino, sia per la presenza dei pirati lungo la costa, sia per la quasi estinzione della forza lavoro indigena locale.

## Fonti storiche
Cristoforo Colombo scrisse personalmente il resoconto del suo quarto viaggio, come pure fece suo figlio Ferdinando che viaggiò con lui. Il vescovo Cristóbal de Pedraza scrisse una Relación datata 18 maggio 1539; fu lui a descrivere per primo le condizioni in cui si trovava la nuova provincia. Gonzalo de Alvarado produsse la sua Probanza il 19 luglio 1555, descrivendo anche la situazione di generale instabilità nella regione dell'Honduras occidentale. Hernán Cortés descrisse la sua spedizione in Honduras nella sua quinta lettera, contenuta nelle Cartas de Relación. Bernal Díaz del Castillo descrisse la spedizione di Cortes in Honduras nella sua Historia verdadera de la conquista de la Nueva España, che completò 40 anni dopo la conclusione della campagna. Il cronista Gonzalo Fernández de Oviedo y Valdés nella sua Historia general y natural de las Indias, isla y tierra firme del Mar Océano da un resoconto dettagliato degli eventi in Honduras nel 1536, come pure Antonio de Herrera y Tordesillas nella sua Historia general de los hechos de los Castellanos en las islas i tierra firme del Mar Océano. Oltre ai cronisti, numerosi sono anche i documenti legali, le probanzas de mérito, i dispacci e altri documenti che si trovano oggi nell'Archivo General de las Indias di Siviglia, in Spagna, e nell'Archivo General de Centroamérica a Città del Guatemala. Tra questi si trovano le lettere e i documenti della contesa tra Pedro de Alvarado e Francisco de Montejo, risalenti al 1539–1541. La lettera di Francisco de Montejo al re di Spagna, datata 10 giugno 1539, include un resoconto dell'assedio del Peñol de Cerquín, della successiva conquista dell'area della Comayagua, e della battaglia di Tenampua.